# Gobiernos de Felipe González

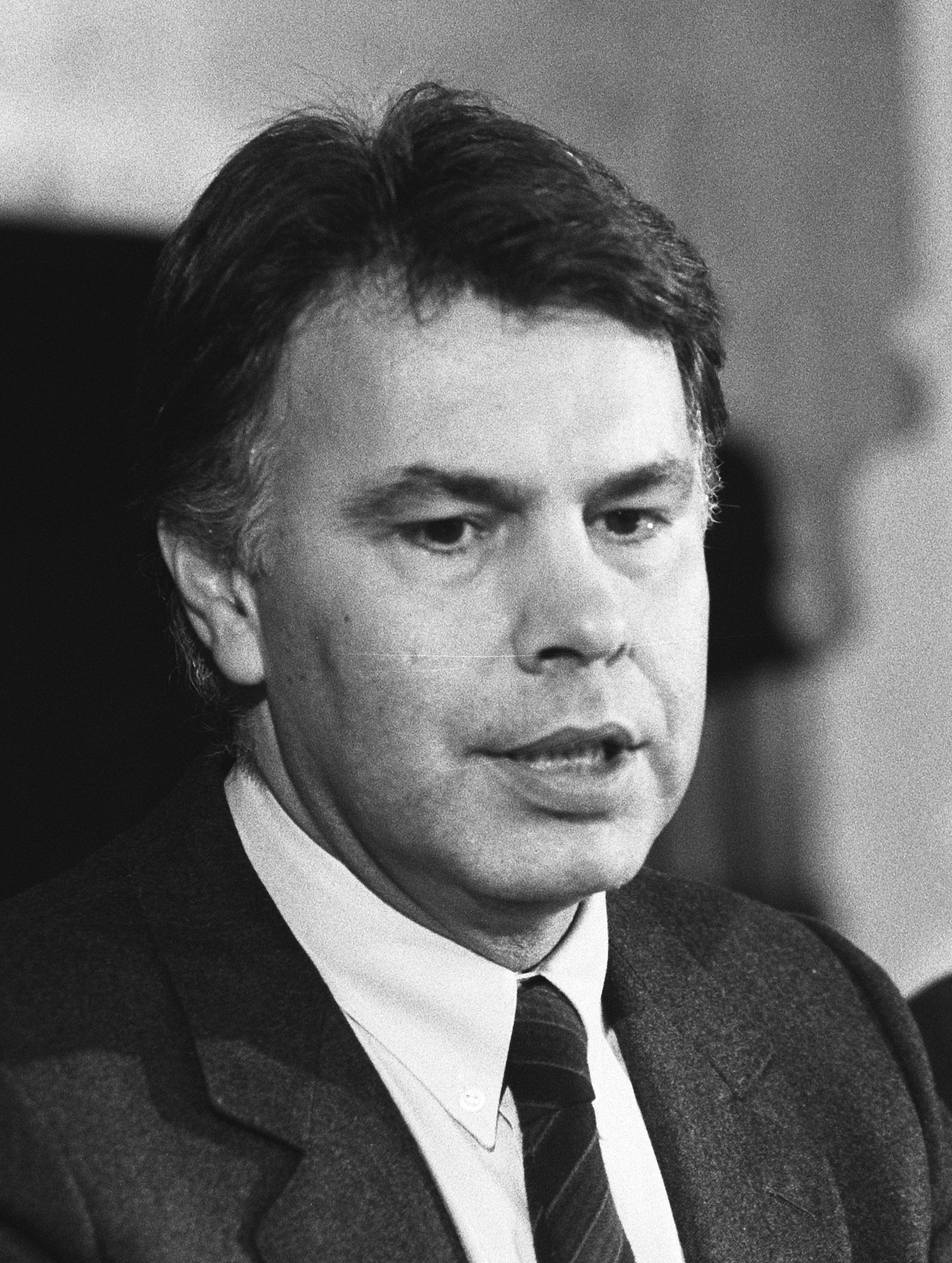
Felipe González, presidente del Gobierno (enero de 1986).

Los gobiernos de Felipe González (1982-1996) sucedieron durante el segundo periodo del reinado de Juan Carlos I de España. Durante cerca de catorce años gobernó Felipe González gracias a que su partido, el Partido Socialista Obrero Español (PSOE), ganó cuatro elecciones generales consecutivas (1982, 1986, 1989 y 1993), las tres primeras por mayoría absoluta, una «proeza» «en la historia parlamentaria española, e incluso europea»[cita requerida]. Durante ese período se produjo la consolidación de la democracia —tras la transición democrática de 1975-1982—, la integración de España en la Comunidad Europea en 1986 (a partir de 1992, Unión Europea) y su transformación en una sociedad homologable a la de sus vecinos europeos.

## Elecciones de 1982
Las elecciones generales del 28 de octubre de 1982 obtuvieron el mayor índice de participación de la democracia —79,97 % y más de veinte millones de votantes—, por lo que tuvieron un «efecto relegitimador», en palabras de Santos Juliá, de la democracia y del proceso de transición política.

Cartel electoral del PSOE con el lema Por el Cambio. 1982

Bajo el lema Por el cambio, el PSOE cosechó un resonante triunfo al obtener más de diez millones de votos, cerca de cinco millones más que en 1979, lo que suponía el 48,11 % de los votantes y la mayoría absoluta en el Congreso de Diputados (202 diputados) y en el Senado. El segundo partido más votado, Alianza Popular (106 diputados), obtuvo la mitad de los votos (5 millones y medio) y se quedó a 20 puntos porcentuales de distancia, aunque había mejorado de forma espectacular sus resultados respecto a 1979, al pasar del 6 % al 26 % de los votos, convirtiéndose a partir de entonces en la nueva alternativa conservadora al poder socialista . El PCE (con 4 diputados) y UCD (con 12) fueron prácticamente barridos del mapa, así como el Centro Democrático y Social de Adolfo Suárez (que solo obtuvo 2 diputados). Por otro lado, la extrema derecha perdió el único diputado que tenía, y el partido Solidaridad Española, promovido por el golpista Antonio Tejero, no llegó a alcanzar ni los 30 000 votos.

Resultado de las elecciones generales de 1982 por provincias.

Con este resultado, calificado como de auténtico «terremoto electoral», el sistema de partidos experimentó un vuelco radical, pues del bipartidismo imperfecto (UCD/PSOE) de 1977 y 1979 se había pasado a un sistema de partido dominante (el PSOE). El nuevo sistema de partidos se vio confirmado en las elecciones municipales y autonómicas de mayo de 1983, que de nuevo supusieron un triunfo arrollador del PSOE, ya que 12 de las 17 comunidades autónomas pasaron a estar regidas por socialistas —por mayoría absoluta en 7 de ellas—, mientras que siguieron ostentando las alcaldías de las principales ciudades. Solo los gobiernos autonómicos de Galicia, Cantabria, las Islas Baleares (de Alianza Popular), Cataluña (de CiU) y el País Vasco (del PNV), escapaban al control socialista.
Las elecciones de 1982 han sido consideradas por la mayoría de los historiadores que se han ocupado del tema como el final del proceso de transición política iniciado en 1975. En primer lugar, por la elevada participación que se produjo, la más alta de las registradas hasta entonces (79,97 %), lo que revalidó el compromiso de los ciudadanos con el sistema democrático y demostró que la «vuelta atrás» que defendían los sectores «involucionistas» no contaba con ningún respaldo del pueblo. En segundo lugar, porque por primera vez se producía la alternancia política propia de las democracias, gracias al libre ejercicio del voto por los ciudadanos. En tercer lugar, porque accedía al gobierno un partido que nada tenía ver con el franquismo, ya que era uno de los vencidos en la Guerra Civil.

## El proyecto socialista: la «modernización» de España

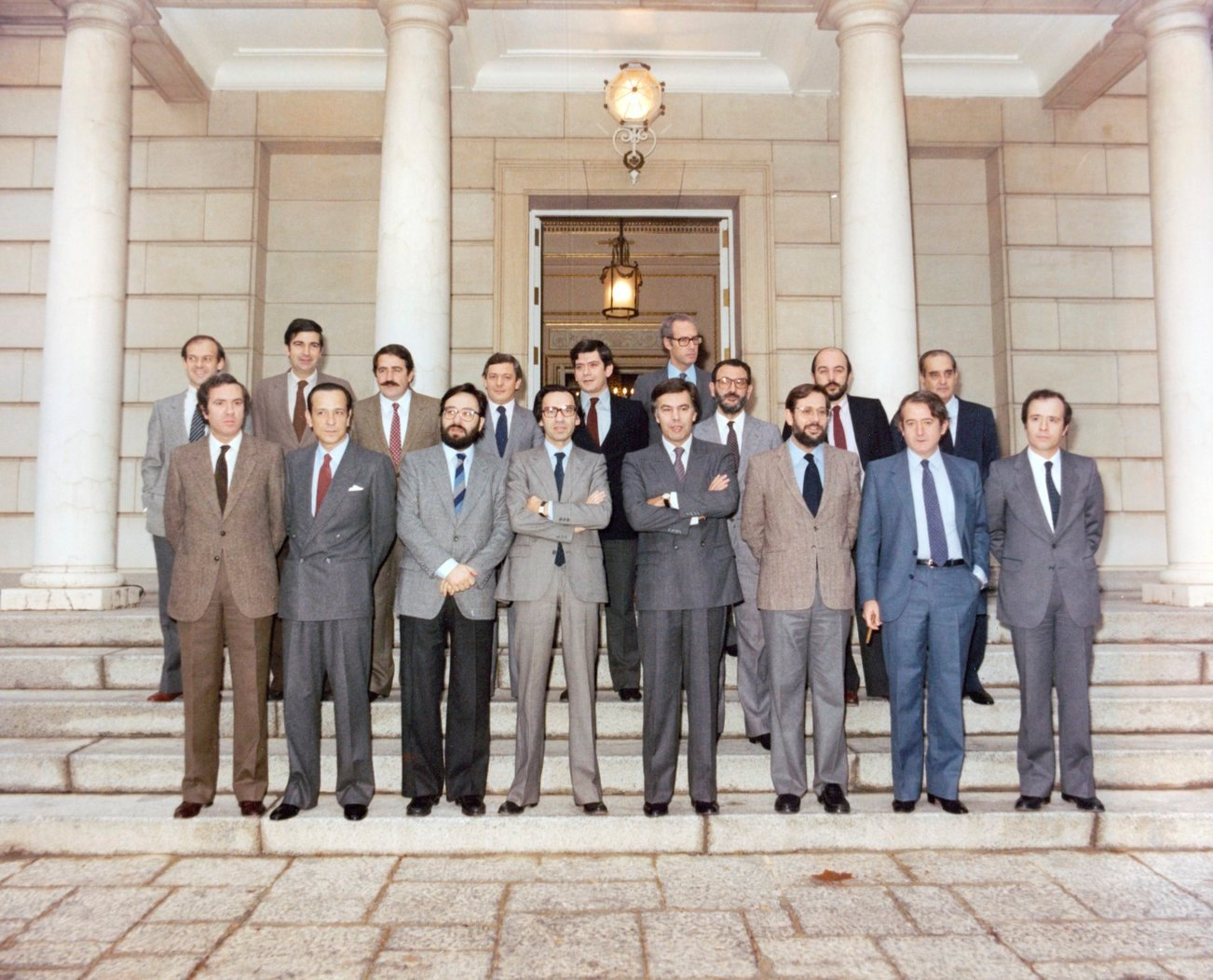

El programa político que desarrollaron los gobiernos presididos por Felipe González no fue un proyecto de «transformación socialista» —la única nacionalización que se llevó a cabo fue la de la red eléctrica de alta tensión— sino de «modernización» de la sociedad española para equipararla con el resto de las sociedades democráticas «avanzadas». Su referente histórico era el socialismo moderado de Indalecio Prieto.
El programa de gobierno que presentó el PSOE durante la campaña de las elecciones de 1982 era muy ambicioso. Se proponía consolidar la democracia y hacer frente a la crisis económica —su promesa estrella era la creación de 800 000 puestos de trabajo—, así como adecuar las estructuras productivas a una economía más eficiente y competitiva —ayudando a las pequeñas y medianas empresas y reconvirtiendo las grandes empresas industriales públicas—, y también alcanzar una sociedad más justa e igualitaria con la universalización de la sanidad, la educación y las pensiones. Como ha destacado Santos Juliá, el PSOE se comprometía a «cambiarlo todo sin revolucionar nada» dentro de un «proyecto de regeneración del Estado y de la sociedad» que Felipe González sintetizó con el lema «Que España funcione» gracias a un «gobierno que gobierna».
Sin embargo la situación económica y política que le legó el gobierno de Calvo Sotelo era muy complicada. Seguía el estancamiento económico, con un desempleo que superaba el 16 %, una inflación que no bajaba del 15 % y un déficit presupuestario desbocado. El terrorismo de ETA continuaba y la amenaza golpista no había desaparecido, como lo demostró el nuevo intento de golpe de Estado que el gobierno de Calvo Sotelo consiguió desarticular y que estaba previsto para la víspera de la celebración de las elecciones de 28 de octubre. Gracias a las informaciones obtenidas por los servicios secretos, el 30 de septiembre fueron detenidos cuatro jefes y oficiales que habían planeado que un elevado número de comandos civiles y militares se apoderaran de los puntos estratégicos de Madrid, para a continuación declarar el «estado de guerra». De los hechos no se informó a la opinión pública, y en abril de 1984 fueron condenados por lo mismo dos coroneles y dos tenientes coroneles a doce años de prisión y expulsión del Ejército.

## La consolidación del sistema democrático

### La política militar: el fin de la amenaza golpista

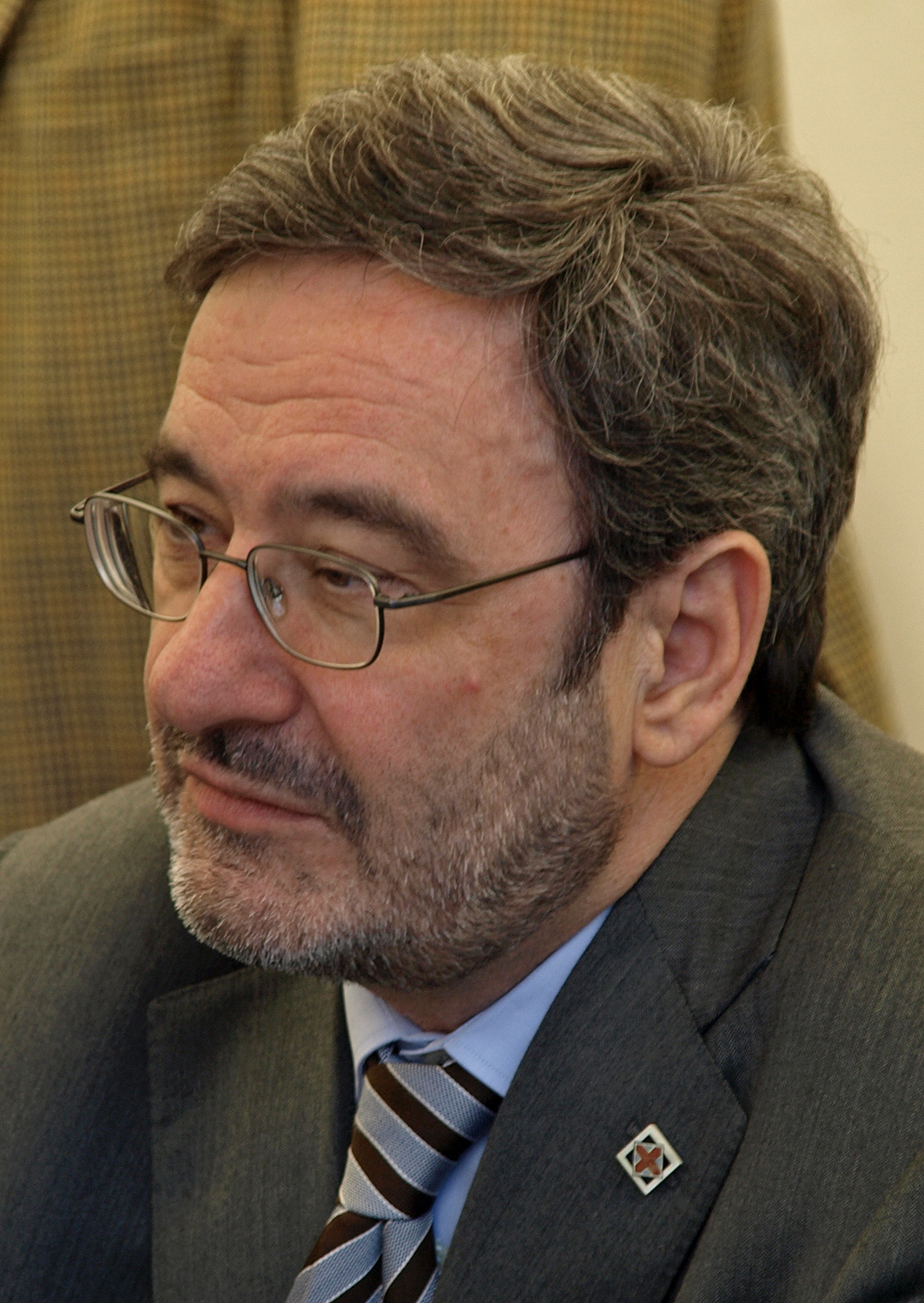
Narcís Serra, ministro de Defensa del primer gobierno socialista, en 2008.

El gobierno socialista entendió que para consolidar el régimen democrático en España había que acabar con sus dos enemigos principales: el «golpismo» y el «terrorismo». En cuanto al primero, se pusieron en marcha una serie de medidas encaminadas a la «profesionalización» del ejército y a su subordinación al poder civil, con lo que la idea de un poder militar «autónomo» quedó completamente descartada. Así, como ha destacado Santos Juliá, «la sombra del golpe militar dejó de planear sobre la política española por vez primera desde los inicios de la Transición».
El ministro de Defensa del primer gobierno socialista Narcís Serra llevó a las Cortes una Ley de Plantillas del Ejército de Tierra, que preveía la reducción progresiva en un 20 % del número de generales, jefes, oficiales y suboficiales. Como la reforma militar de Azaña de la Segunda República, pretendía crear un ejército más profesional y eficaz, acabando con el mal endémico del excesivo número de mandos —de los 66 000 de 1982 se pasó a 57 600 en 1991—. Serra también presentó en 1984 la Ley Orgánica de la Defensa y Organización Militar, que puso a la Junta de Jefes de Estado Mayor bajo la autoridad directa del ministro e integró en un mismo organigrama a la Marina, al Ejército del Aire y al Ejército mediante la creación de la nueva figura del jefe del Estado Mayor de la Defensa, que estaba bajo las órdenes inmediatas del ministro. Asimismo, integró la jurisdicción militar en la civil mediante la creación de una Sala Especial del Tribunal Supremo, y redujo de nueve a seis las regiones militares históricas.
El gobierno socialista aún tuvo que hacer frente a una última intentona golpista en junio de 1985, que fue desarticulada por los servicios de información y de la que no se dio noticia a la opinión pública hasta más de diez años después. El plan consistía en activar una carga explosiva debajo de la tribuna presidencial del desfile del Día de las Fuerzas Armadas, que se iba a realizar el primer domingo de junio en La Coruña y culpar a ETA. Tras este último caso, el golpismo desapareció completamente de la vida política española.
Por otro lado, se redujo el tiempo del servicio militar obligatorio, que pasó de 15 a 12 meses en 1984 y de 12 a 9 en 1991, y se reguló la objeción de conciencia, que desde su entrada en vigor en 1988 dio lugar a la masiva afluencia de miles jóvenes dispuestos a realizar la prestación social sustitutoria del servicio en filas —también hubo insumisos que fueron condenados por negarse a realizar ni una cosa ni la otra—.

### La política educativa y la extensión de los derechos y libertades
El equipo del ministro de Educación del primer gobierno socialista José María Maravall elaboró el proyecto de Ley Orgánica del Derecho a la Educación (LODE) en la que entre otras cosas se reconocieron y regularon las subvenciones que recibirían los centros educativos privados, en su mayoría religiosos, que impartieran la enseñanza básica, llamados a partir de entonces centros «concertados», y en cuya gestión intervendrían los profesores y los padres de los alumnos a través de los consejos escolares. Aunque fue atacada desde los sectores conservadores —Alianza Popular, con el apoyo de la Confederación Católica de Padres y la Federación de Religiosos de la Enseñanza, recurrió la ley ante el Tribunal Constitucional aunque éste desestimó el recurso—, según Santos Juliá, «la Ley fue recibida con alivio por la Comisión Episcopal de Enseñanza, que vio en ella la garantía necesaria para seguir obteniendo del Estado las cuantiosas sumas —más de 100.000 millones de pesetas— que la enseñanza privada venía recibiendo sin regulación legal».
El ministro Maravall también sacó adelante la Ley de Reforma Universitaria que concedió una amplia autonomía económica y académica a las Universidades y estableció un sistema para alcanzar la estabilidad del profesorado. Los llamados Profesores No Numerarios (PNNs) accedieron al estatus de funcionarios del Estado mediante un «excepcional y controvertido» concurso de «idoneidad». La reforma universitaria estuvo acompañada por la creación de nuevas universidades y el notable incremento del número de becas, lo que se tradujo en un aumento de los estudiantes universitarios cuyo número superó por primera vez el millón en 1990.

Escudo del Consejo General del Poder Judicial

Las Cortes también aprobaron varias leyes que desarrollaron los derechos y libertades reconocidos en la Constitución, como la de habeas corpus, la de Derecho de reunión, de extranjeros y de Libertad Sindical. La más controvertida fue la ley del aborto, aprobada en la primavera de 1985, que permitía la interrupción voluntaria del embarazo en tres supuestos: violación, malformación del feto y grave riesgo físico o psicológico para la madre. La Iglesia Católica se movilizó en defensa del «derecho a la vida» y Alianza Popular la recurrió ante el Tribunal Constitucional pero éste dictó una sentencia favorable a la ley.
En julio de 1985 se modificó el sistema de elección de los veinte miembros del Consejo General del Poder Judicial pasando a ser todos ellos nombrados por las Cortes –hasta entonces solo nombraban a ocho y los otros doce correspondían a las asociaciones de jueces y magistrados—. La Ley Orgánica del Poder Judicial aprobada por los socialistas fue recurrida al Tribunal Constitucional pero éste rechazó el recurso. Según David Ruiz, este cambio en la normativa de la elección del Consejo tenía «la finalidad de neutralizar la ideología conservadora, si no reaccionaria, de una notable proporción de jueces y magistrados». En cambio, los críticos de esta reforma la acusaron de ser un intento claro de politizar el poder judicial, acusación que se vio reforzada por unas polémicas declaraciones de Alfonso Guerra acerca de «la muerte de Montesquieu», el filósofo del siglo XVIII defensor de la separación de poderes.

### La finalización del «Estado de las autonomías»
Además de aprobarse los pocos estatutos de autonomía que quedaban pendientes, se procedió a una enorme descentralización del gasto público, al transferirse a las comunidades autónomas las competencias que determinaban sus respectivos estatutos y que hasta entonces había venido ejerciendo el Estado central. Hacia 1988 el gasto medio de las comunidades autónomas ya alcanzaba el 20% del gasto público total y desde esa fecha siguió aumentando. Así en poco tiempo, como ha destacado Santos Juliá, «España pasó de ser el Estado más centralista de Europa a uno de los más descentralizados».
Sin embargo, tanto el gobierno del País Vasco, presidido desde 1984 por el peneuvista José Antonio Ardanza como el de Cataluña, presidido desde 1980 por el líder de CiU Jordi Pujol, siguieron reivindicando mayores cotas de autogobierno y se opusieron a la «nivelación» de todas las comunidades autónomas, acusando también al gobierno de recortar sus competencias mediante el recurso a las leyes orgánicas, todo ello agravado por la continuidad del terrorismo de ETA.

### La política antiterrorista: el GAL y las conversaciones de Argel

Escudo del Cuerpo Nacional de Policía.

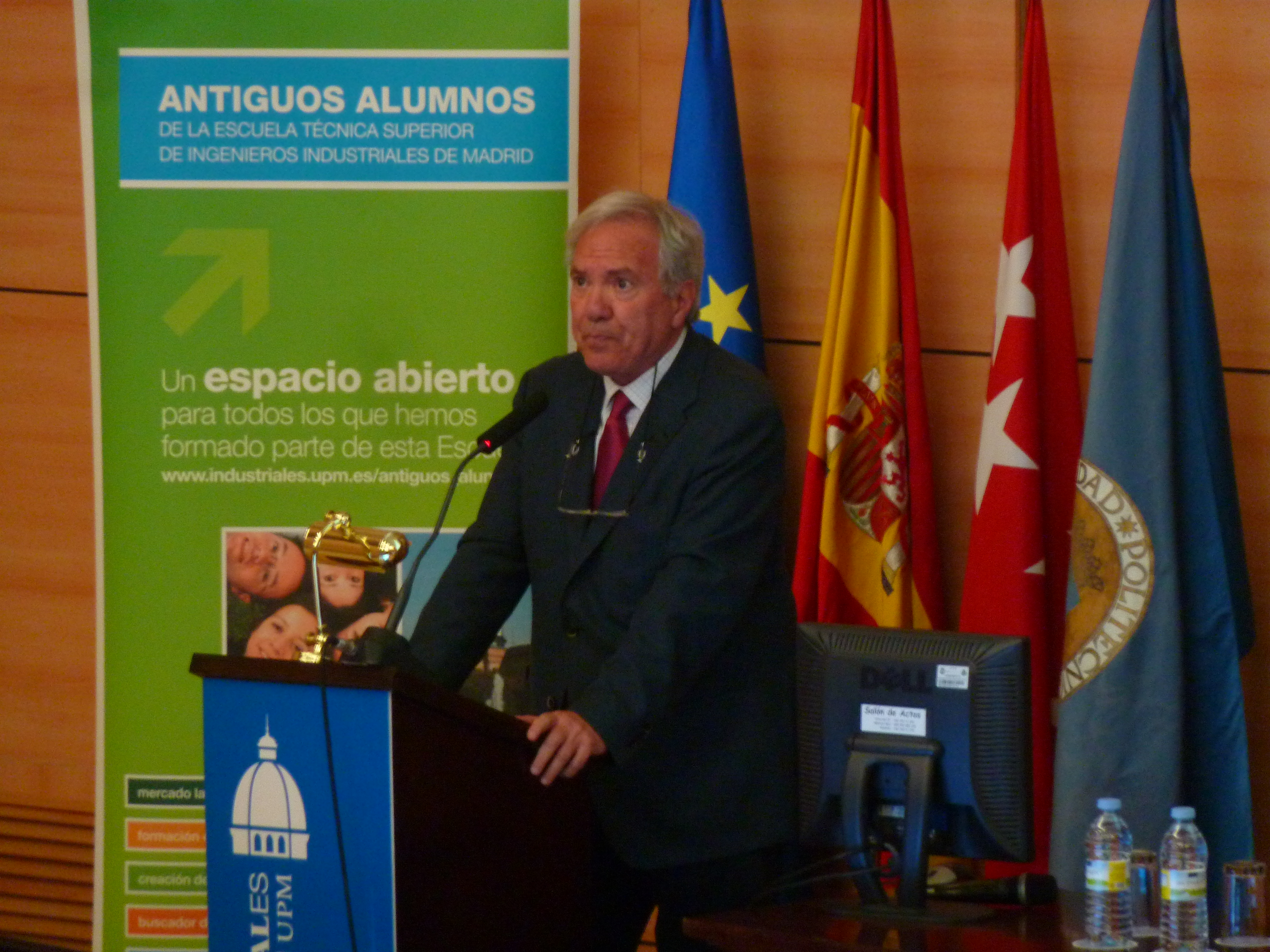
José Barrionuevo, primer ministro del Interior socialista, en 2014.

En cuanto a las fuerzas de seguridad se creó la Policía Nacional pero se mantuvo el carácter militar de la Guardia Civil.
En la política antiterrorista los primeros gobiernos socialistas mantuvieron la política de reinserción social de terroristas encarcelados que condenaran la violencia de ETA y se desvincularan de ella, pero bajo su mandato se incrementó la guerra sucia contra ETA protagonizada por el GAL, un autodenominado Grupo Antiterrorista de Liberación nacido en 1981 durante el último gobierno de UCD y que siguió «enquistado» en «la estructura de la seguridad del Estado» después de que los socialistas llegaran al poder. Según el historiador David Ruiz, el GAL fue un «grupo integrado inicialmente por miembros de los cuerpos de seguridad del Estado y engrosado después por algunos mercenarios españoles y extranjeros vinculados a la anterior Brigada Político-Social del franquismo, quienes, haciendo uso de los fondos reservados del Ministerio del Interior, decidieron tomarse la justicia por su mano y responder con las armas al terrorismo de ETA, confiando en provocar la colaboración política del Gobierno francés en la lucha antiterrorista». La primera acción de los GAL fue el secuestro de dos ciudadanos franceses en Hendaya en 1981, al que siguió el secuestro en 1983 de Segundo Marey, un ciudadano español residente en Hendaya que fue confundido con un colaborador de ETA y al que soltaron nueve días después. Hasta 1987 los atentados de los GAL causaron 28 víctimas mortales, en su inmensa mayoría en el «santuario francés».

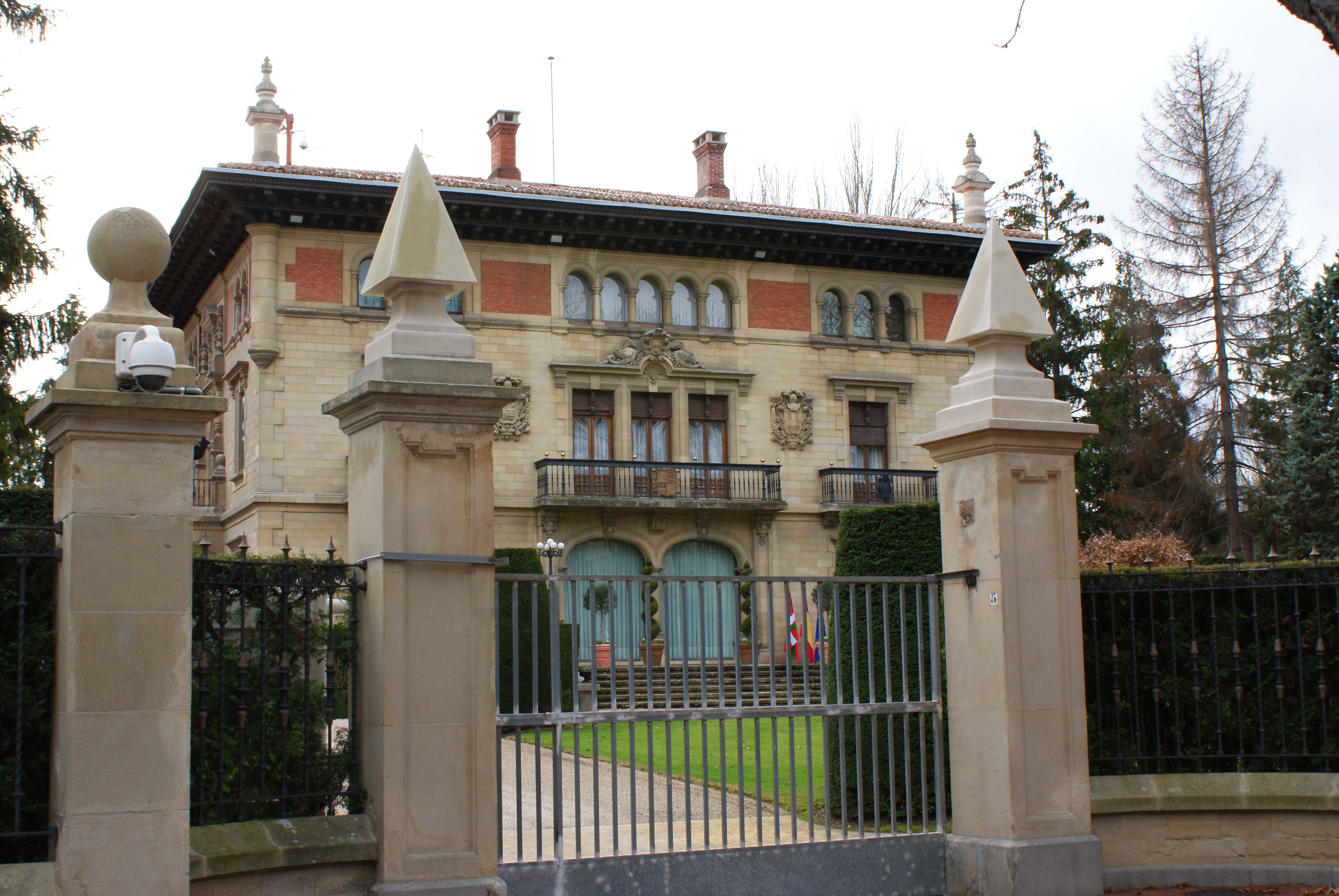
Palacio de Ajuria Enea en Vitoria, sede del lehendakari del gobierno vasco, donde se firmó el pacto que lleva su nombre.

El gobierno intentó una negociación directa con la dirección de ETA para iniciar un proceso parecido al que llevó a la autodisolución de ETA político-militar en 1981. Sin embargo, las llamadas conversaciones de Argel no llevaron a ningún resultado, por lo que entonces el gobierno buscó alcanzar un gran pacto antiterrorista que incluyera también al nacionalismo vasco democrático, lo que finalmente se logró con la firma del Pacto de Ajuria Enea en enero de 1988.
Pocos meses después de la firma del Pacto de Ajuria Enea eran detenidos dos policías, José Amedo y Michel Domínguez acusados de estar implicados en el secuestro de Segundo Marey entre otros delitos cometidos por los GAL, y con el agravante de que para realizar los atentados habían contado con los fondos reservados del Ministerio del Interior. El conocimiento de este hecho obligó al ministro del Interior José Barrionuevo a dimitir siendo sustituido por José Luis Corcuera, que tuvo que hacerse cargo de la nueva Ley de Seguridad Ciudadana, conocida popularmente como «la ley de la patada en la puerta» pues autorizaba a las fuerzas de orden público a irrumpir en un domicilio en el que se los agentes creyeran que se estaba cometiendo un delito sin autorización judicial. Una ley que sería anulada por una sentencia del Tribunal Constitucional.

### La integración en la CEE y la permanencia en la OTAN

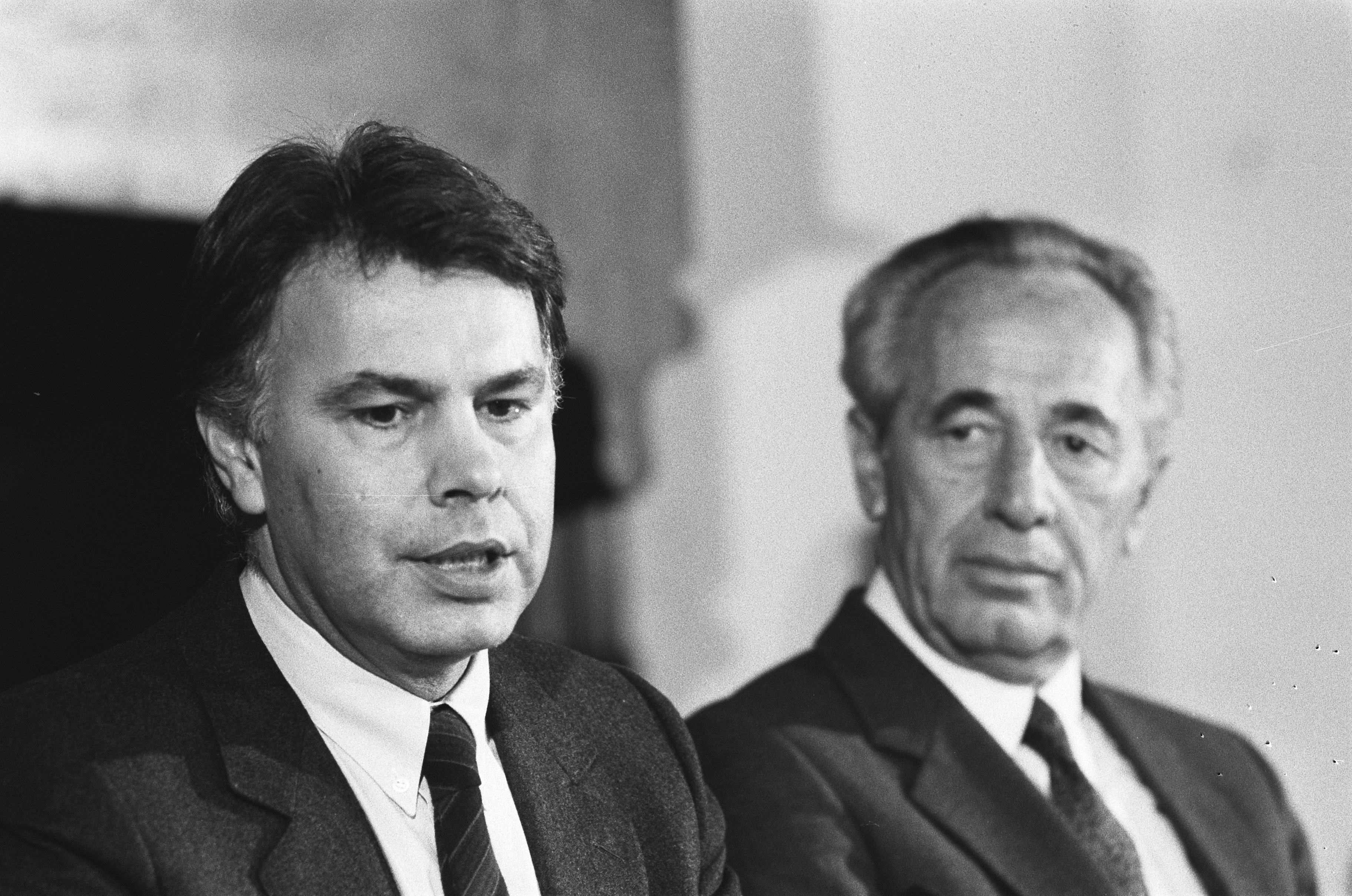
Felipe González en 1986, junto al primer ministro israelí Simon Peres.

Desde un primer momento, los gobiernos socialistas se propusieron la integración plena de España en Europa. Por fin en 1985 culminaron las negociaciones para el ingreso en la Comunidad Económica Europea (CEE, entonces formada por diez miembros) y el 12 de junio tuvo lugar la firma en Madrid del Tratado de Adhesión. El 1 de enero de 1986 se producía la entrada efectiva de España —junto con Portugal— en la CEE. Sin embargo, la otra gran apuesta de la política exterior socialista, el mantenimiento de España en la OTAN en determinadas condiciones, «desencadenó la mayor confrontación política de la década de los ochenta».

#### El ingreso en la Comunidad Económica Europea

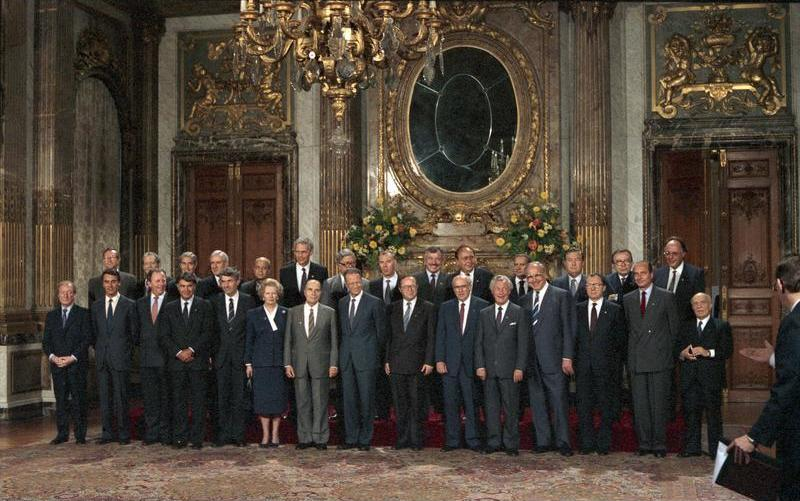
Foto de familia de la cumbre europea celebrada en Bruselas en junio de 1987. Felipe González es el cuarto por la izquierda de la primera fila.

Cuando los socialistas llegaron al gobierno las negociaciones para el ingreso en la Comunidad Económica Europea continuaban bloqueadas a causa de la pausa en la ampliación impuesta por el presidente francés Giscard d'Estaing. Para acelerar el proceso el gobierno de Felipe González procuró suavizar las relaciones con Francia, cuya presidencia estaba ahora ocupada por el socialista François Mitterrand, lo que permitió un rápido progreso de las negociaciones y a finales de marzo de 1985 el ministro de Asuntos Exteriores, Fernando Morán y el secretario de Estado para la Comunidad, Manuel Marín, anunciaron el final del proceso. Así el 12 de junio de 1985 se firmó el tratado de adhesión a la CEE y el 1 de enero de 1986 se produjo el ingreso efectivo de España junto con Portugal en la CEE que pasó así de 10 a 12 miembros. Como ha destacado David Ruiz, el ingreso en la CEE fue «un acontecimiento de alto significado en cuanto que concluía el secular aislamiento de España».

#### El referéndum sobre la permanencia en la OTAN

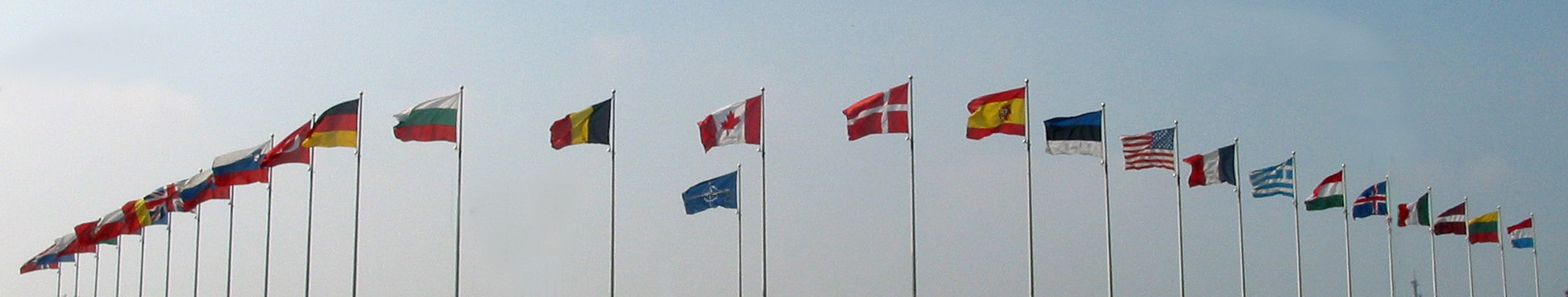
La bandera española en el cuartel general de la OTAN junto con las del resto de los Estados miembros.

Tras la entrada de España en la CEE llegó el momento de convocar el prometido referéndum sobre la permanencia de España en la OTAN. Pero Felipe González y su gobierno anunciaron que iban a defender que España siguiera en la OTAN, aunque bajo tres condiciones atenuantes: la no incorporación a la estructura militar, la prohibición de instalar, almacenar o introducir armas nucleares y la reducción de las bases militares norteamericanas en España. Previamente González había tenido que convencer a su propio partido en el XXX Congreso celebrado en diciembre de 1984, y además el giro respecto de la OTAN provocó la dimisión del ministro de Asuntos Exteriores Fernando Morán en desacuerdo con él.
Según Santos Juliá, los principales factores que influyeron en el cambio de actitud del gobierno del PSOE fueron «las presiones de Estados Unidos y de varios países europeos; la relación entre la permanencia en la OTAN y la incorporación de España a la CEE y la actitud favorable a un estrechamiento de vínculos con la Alianza adoptada desde muy pronto por el Ministerio de Defensa». A esto se añadió la idea de que era imprudente salirse de la OTAN en un momento en que se agudizaban las tensiones de la segunda guerra fría.

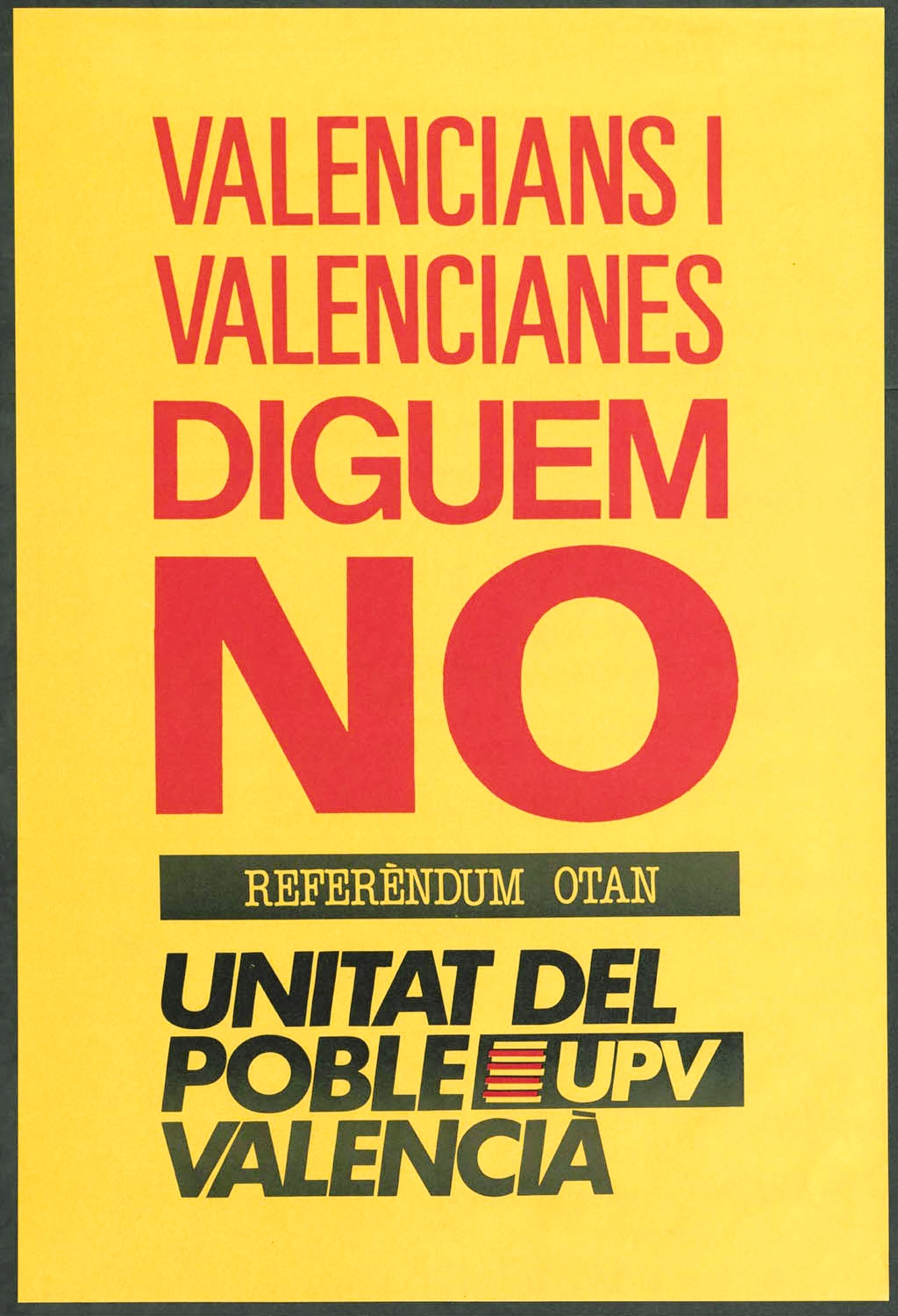
Cartel de Unitat del Poble Valencià a favor del NO en el referéndum sobre la permanencia de España en la OTAN de 1986.

Ante el «viraje» del PSOE, la bandera del rechazo a la OTAN fue recogida por el Partido Comunista de España —ahora dirigido por el asturiano Gerardo Iglesias que había sustituido a Santiago Carrillo, quien acabó abandonando el PCE para fundar la Mesa para la Unidad de los Comunistas— que formó una amplia coalición de organizaciones y de partidos de izquierda —incluidos socialistas que abandonaron el PSOE al estar en desacuerdo con el cambio de posición de su partido—, de la que surgiría Izquierda Unida, coalición que se presentó a las elecciones generales de junio de 1986. Por su parte, la proatlantista Alianza Popular optó paradójicamente por la abstención, dejando solo al gobierno, lo que constituyó, en palabras de David Ruiz, una «penosa estrategia… que desacreditará la carrera política de su fundador, Manuel Fraga, en tanto que aspirante al gobierno del Estado».

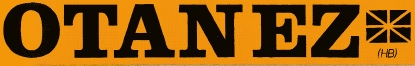
Cartel de propaganda de Herri Batasuna en contra de la OTAN: OTAN NO

En contra de lo esperado, Felipe González —que anunció que dimitiría si ganaba el «NO», lo que parece que influyó en muchos votantes— consiguió finalmente darle la vuelta a las encuestas y el «SÍ» acabó imponiéndose en el referéndum que se celebró el 12 de marzo de 1986, aunque por un estrecho margen. Votaron a favor de la permanencia 11,7 millones de votantes (el 52%) y en contra 9 millones (el 40%), mientras que 6,5 millones votaron en blanco. El «NO» triunfó en cuatro comunidades: Cataluña, País Vasco, Navarra y Canarias. En el País Vasco la campaña anti-OTAN favoreció el crecimiento de Herri Batasuna, el partido de la izquierda abertzale, que conseguiría cinco escaños en las elecciones de octubre de 1986.
El resultado del referéndum, «la más dura prueba de su prolongado mandato», reforzó el liderazgo de Felipe González, tanto en su partido como en el conjunto del país, como se pudo comprobar en las elecciones generales celebradas ese mismo año en las que el PSOE volvió a conseguir la mayoría absoluta, aunque con 18 diputados menos que en 1982. No fue ajeno a ello que se había superado la crisis económica y se había entrado en una fase de fuerte expansión que se prolongará hasta 1992.

## La política económica y social

### Las políticas sociales: la culminación del Estado del bienestar
Aunque su construcción se inició durante la última etapa de la dictadura franquista y fue desarrollado durante la transición bajo los gobiernos de UCD, el Estado del bienestar homologable al del resto de países europeos avanzados se culminó durante la etapa socialista, ya que fue entonces cuando se extendió la sanidad —en 1986 se aprobó la Ley General de Sandidad— y la educación a toda la población —en 1990, con la aprobación de la LOGSE, se puso en marcha una nueva ordenación del sistema educativo y se extendió la enseñanza obligatoria hasta los 16 años—, y se aumentó de forma considerable el gasto social en pensiones y en subsidios de desempleo, además de otras prestaciones sociales.
Esto fue posible gracias a que los gobiernos socialistas incrementaron la presión fiscal, que en 1993 suponía el 33,2 % del PIB, frente al 22,7% de veinte años antes, aprovechando la favorable coyuntura económica de los años 1985-1992, en los que la economía española superó la crisis y creció por encima de la media europea.

### El saneamiento de la economía y la reconversión industrial

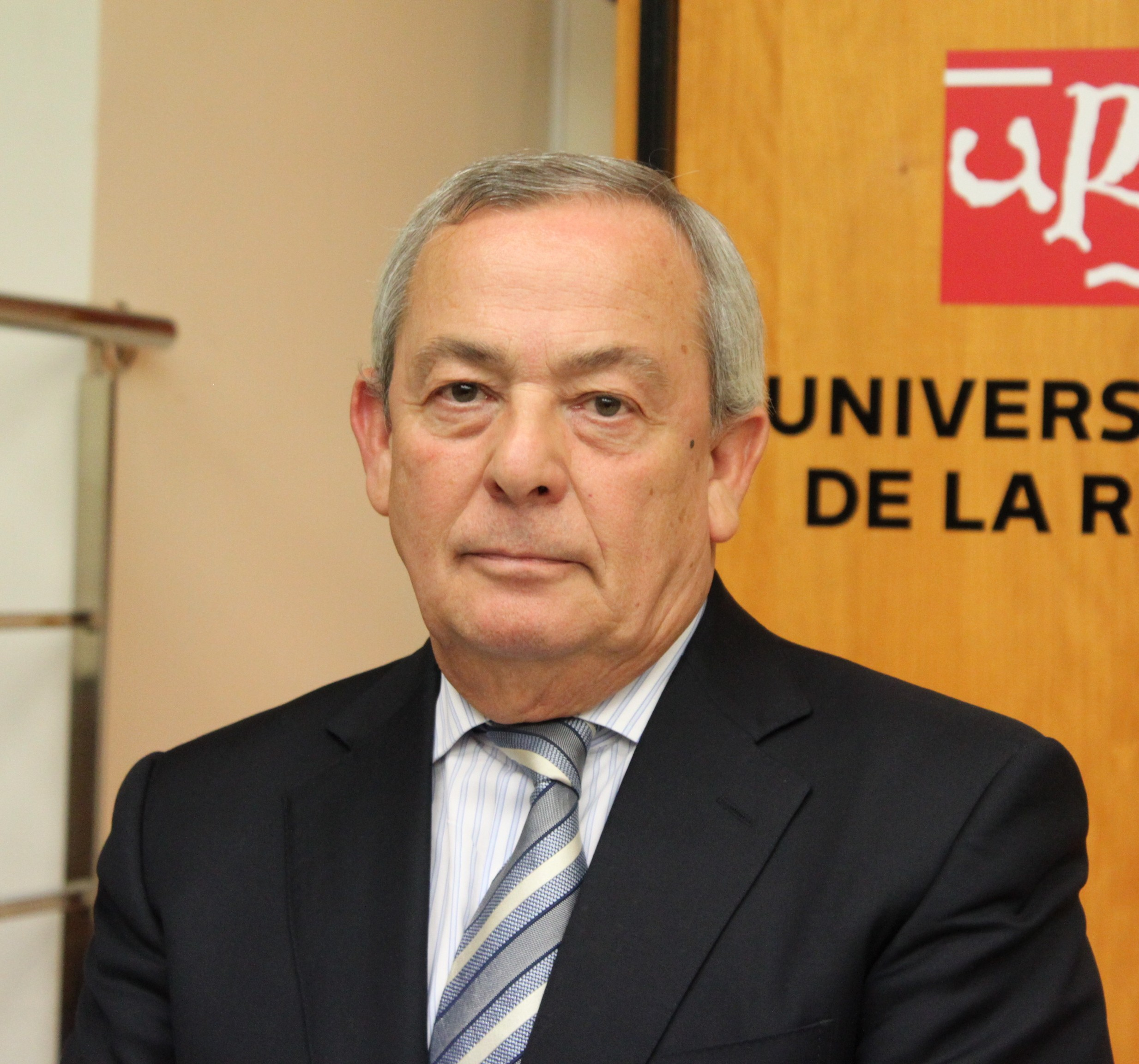
Carlos Solchaga, ministro de Industria y Energía entre 1982 y 1985 y de Economía y Hacienda entre 1985 y 1993, en 2011.

El ministro de Economía y Hacienda del primer gobierno socialista, Miguel Boyer, y su sucesor a partir de 1985, Carlos Solchaga, aplicaron una política de ajustes y de moderación salarial para sanear la economía y reducir la inflación —situada en el 16 % anual cuando llegaron al poder los socialistas—. Consiguieron situar la subida de los precios por debajo del 10 %, pero a costa del aumento del desempleo, que en 1985 superó el 20 % de la población activa, una cifra histórica —en 1985 había 10,6 millones de ocupados, dos millones menos que nueve años antes—. Pero en el crecimiento del desempleo intervinieron otras dos variables: la llegada al mercado de trabajo de la generación del baby boom de los años sesenta y la incorporación masiva de las mujeres. Así pues, el Gobierno no solo no creó los prometidos 800 000 puestos de trabajo, sino que incrementó el número de parados en aproximadamente la misma cifra.
Asimismo, el primer gobierno socialista reformó en 1984 el Estatuto de los Trabajadores con el objetivo de «flexibilizar» el mercado de trabajo, lo que acabó provocando una precarización del empleo, al aumentar de forma considerable los contratos temporales frente a los indefinidos.

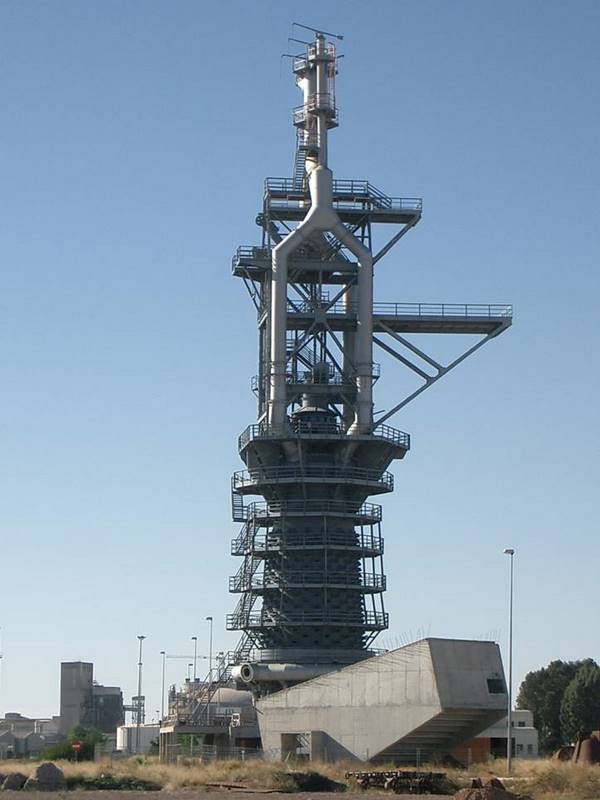
Alto horno número dos de la desmantelada Altos Hornos del Mediterráneo de Sagunto.

Al mismo tiempo también se ocupó de la modernización de las estructuras productivas, mediante un ambicioso programa de reconversión industrial que los gobiernos de UCD no se habían atrevido a aplicar por el coste electoral que tendría. Siguiendo las directrices del Libro blanco de la reindustralización presentado en mayo de 1983 por el ministro Carlos Solchaga, se cerraron empresas obsoletas o ruinosas, se dieron créditos a las empresas para que introdujeran las mejoras tecnológicas imprescindibles para aumentar su productividad y hacerlas más competitivas, etc. Los sectores más afectados fueron la siderurgia y la construcción naval, especialmente las sobredimensionadas empresas públicas heredadas del franquismo. No es casualidad, pues, que fueran en estos sectores donde se produjeran los mayores conflictos, proliferando los enfrentamientos entre los obreros y las fuerzas de orden público. El lugar donde se produjeron los choques más duros fue la localidad valenciana de Sagunto, cuyos Altos Hornos del Mediterráneo se pretendían cerrar, como finalmente sucedió. La reconversión industrial también incluía la privatización de empresas públicas, como el caso de SEAT, que fue vendida a la multinacional alemana Volkswagen.
Este programa fue acompañado de fuertes inversiones en infraestructuras —gracias también a la llegada de fondos europeos tras la entrada en la CEE—, que permitió que España se dotara de una red de autovías y de autopistas e iniciara la construcción de la primera línea de ferrocarril de alta velocidad entre Madrid y Sevilla, que entró en funcionamiento en 1992.

### La ruptura entre el PSOE y UGT: la huelga general del «14-D» de 1988
Los efectos positivos de la política económica se empezaron a notar a partir de 1985, cuando la economía española inició una fuerte expansión que se prolongaría hasta 1992. Sin embargo, durante esos años también crecieron los movimientos de capital de carácter especulativo, protagonizados por personas vinculadas al mundo de las finanzas que buscaban el enriquecimiento fácil y que fueron presentados por determinados medios conservadores como ejemplos a imitar: Mario Conde, los Albertos (Alberto Cortina y Alberto Alcocer), Javier de la Rosa, etc.
En este contexto se produjo la ruptura de UGT y el PSOE por primera vez en su historia. El distanciamiento comenzó cuando el Gobierno dejó de aplicar el programa electoral, que en materia económica y social había pactado el PSOE con UGT, y en su lugar puso en marcha una dura política económica de ajustes, «flexibilizó» el mercado de trabajo y comenzó la reconversión industrial, además de retrasar la introducción de la jornada de 40 horas semanales. El secretario general de UGT Nicolás Redondo acusó al Gobierno de «prepotencia tremenda», aunque en 1984 UGT aún participó en la política de concertación social, firmando un Acuerdo Económico Social con la patronal CEOE, del que Comisiones Obreras se autoexcluyó.
La primera confrontación pública se produjo en 1985, con motivo del proyecto Ley de Pensiones, que el Gobierno no pactó con UGT y que incrementaba los años de cotización para cobrar una pensión, pasando de 10 a 15 años, y ampliaba de dos a ocho años el cómputo para el cálculo de la misma. El secretario general de UGT, Nicolás Redondo, diputado socialista en el Congreso votó en contra de la ley y, por su parte, Felipe González dejó de asistir a la manifestación del 1 de mayo.

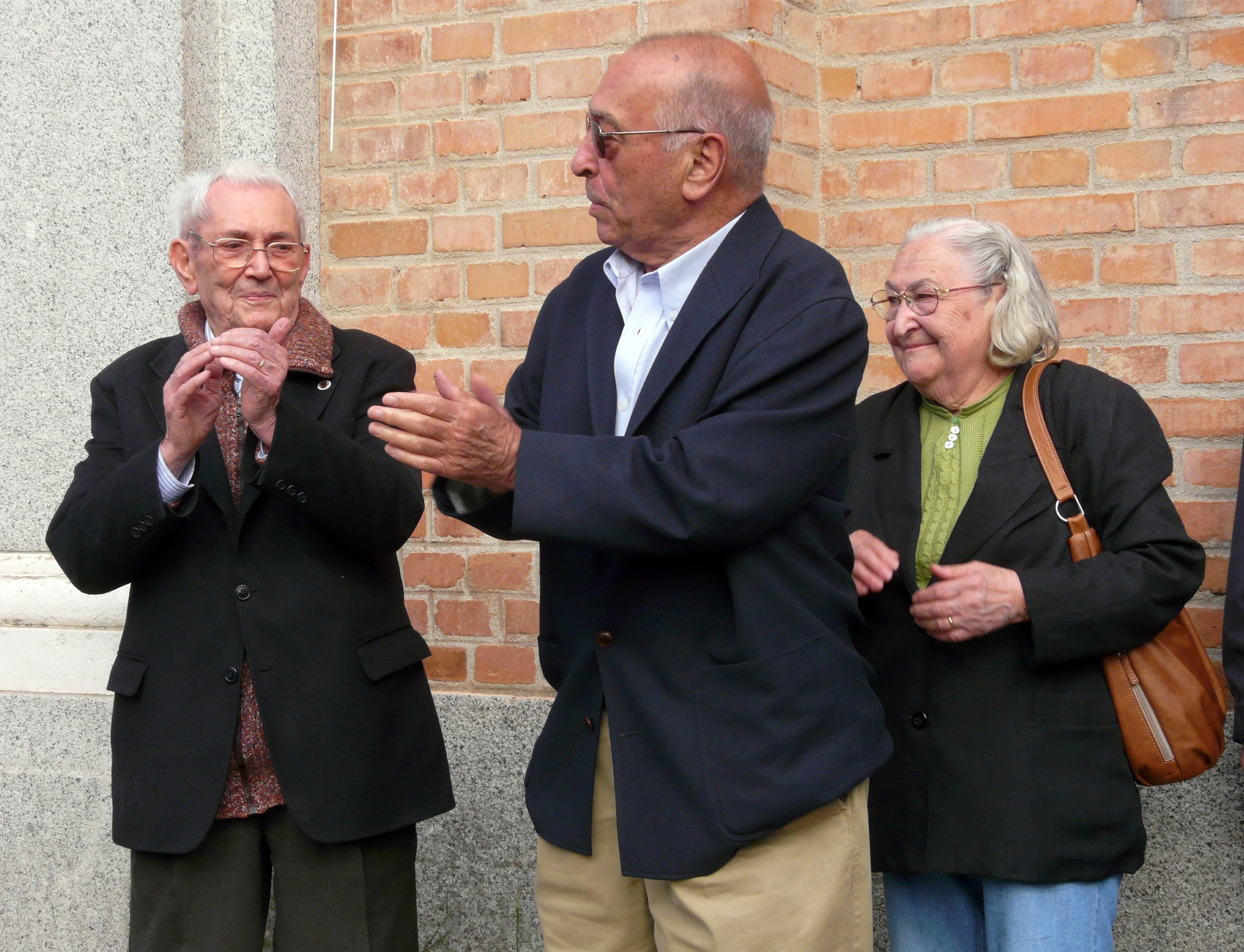
Nicolás Redondo y Marcelino Camacho, líderes respectivamente de Unión General de Trabajadores y de Comisiones Obreras, las dos grandes centrales sindicales convocantes de la huelga general del 14-D, durante un acto de homenaje a los presos políticos del franquismo celebrado en 2008.

La ruptura definitiva entre UGT y el gobierno socialista fue escenificada ante las cámaras de televisión el 19 de febrero de 1987, durante el debate que mantuvieron en directo Nicolás Redondo y el entonces ministro de Economía y Hacienda Carlos Solchaga, que se había opuesto a la subida de un 2 % de los salarios para compensar el sacrificio de los trabajadores durante la crisis. En un momento del debate Redondo le espetó al ministro: «Tu problema, Carlos, son los trabajadores; te has equivocado de trinchera». Unos meses más tarde Redondo abandonaba su escaño en el Congreso de los Diputados, junto con el también dirigente de UGT Antón Saracíbar.
La ruptura se tradujo en enfrentamiento cuando el gobierno presentó su Plan de Empleo Juvenil que UGT y Comisiones Obreras rechazaron —según los sindicatos el plan introducía lo que más adelante se conocería como «contratos basura»— y que motivó la convocatoria de una huelga general para el 14 de diciembre de 1988 bajo el lema «Por el giro social».
La huelga fue un éxito total y el país quedó completamente paralizado —se estimó que el paro lo secundaron ocho millones de trabajadores, además de autónomos y estudiantes— sin que se produjeran incidentes. Los empresarios, por su parte, calificaron la huelga de «antisocial, ilegítima e inoportuna».
Según Santos Juliá la huelga general respondía a «un creciente desconento por el modo de hacer política más que por las políticas desarrolladas por el Gobierno». Un punto de vista que es compartido por David Ruiz, quien añade que la huelga general del 14D «significó la abstención laboral de mayor volumen contra una decisión del Goberno registrada en la histoira española, planteada, además, sin la motivación política, sin las exigencias de cambios de gobierno y/o de forma del Estado que acompañó a las dos más resonantes huelgas generales del siglo, las registradas en agosto de 1917 y en octubre de 1934».
Como consecuencia del éxito de la huelga el presidente del Gobierno se planteó la dimisión, pero finalmente no lo hizo, aunque retiró el polémico Plan de Empleo Juvenil. Por otro lado, gracias al crecimiento económico se pudieron revalorizar las pensiones y aumentar la cobertura del desempleo, especialmente la de los parados de larga duración, produciéndose, pues, una considerable expansión del gasto social. Además, se crearon las pensiones no contributivas, que en 1992 beneficiaron a 123 000 personas. Ese año el presupuesto de la Seguridad Social superó los ocho billones de pesetas, cuando en 1982 era de tres billones.

## El declive socialista (1989-1996)

### La IV Legislatura (1989-1993): la pérdida de confianza en el gobierno socialista y los dos grandes eventos de 1992

Distribución del voto por provincias en las elecciones generales de España de 1989.

Felipe González convocó elecciones generales para octubre de 1989, en las que volvió a renovar la mayoría absoluta, pero esta vez por un solo escaño —un relativo retroceso que ya se había producido en las elecciones municipales de 1987, en las que los socialistas perdieron la mayoría en las grandes ciudades, aunque la mantuvieron en los municipios de menos de 50 000 habitantes—. Como ha destacado Santos Juliá, «la luna de miel entre el Partido Socialista y la opinión iniciada en 1982, llegaba a su fin, aunque los electores no mostraban ninguna prisa por votar al partido rival».

Logo del Partido Popular, nacido en 1989 de la «refundación» de Alianza Popular.

A las elecciones de 1989 se presentó por primera vez el Partido Popular, nacido de la «refundación» de Alianza Popular, llevada a cabo en el Congreso Extraordinario celebrado en enero de ese mismo año, y en el que se definió como «un partido de ancha base donde quepan y convivan cómodamente las ideas liberales, conservadoras y democristianas», homologable, por tanto, con el centro derecha europeo. Como cabeza de lista para las elecciones, Manuel Fraga, que había recuperado la presidencia del partido después del fracaso de Antonio Hernández Mancha, a quien había cedido la dirección de Alianza Popular tras la derrota en las elecciones generales de 1986, propuso a José María Aznar, entonces presidente de la Junta de Castilla y León, quien en el X Congreso de marzo de 1990 fue elegido presidente del PP, mientras que Manuel Fraga ocupaba la presidencia de la Junta de Galicia tras haber ganado las elecciones autonómicas celebradas en diciembre de 1989. El «refundado» PP consiguió el 25,6 % de los votos y 107 escaños, muy lejos todavía de los 176 del PSOE.
Por otro lado, Izquierda Unida aumentó el número de votos (obtuvo el 9,1 %), que se tradujo en 17 escaños. El Centro Democrático y Social de Suárez no superó el 8 %, retroceso que se confirmó en las elecciones municipales y autonómicas de mayo de 1991, en las que obtuvo el 4 %. En esas elecciones el PSOE sufrió un fuerte castigo como consecuencia del estallido del primer escándalo de corrupción, el «caso Juan Guerra», que le hizo perder casi la mitad de las alcaldías de las ciudades más importantes que ostentaba desde 1979, entre ellas Madrid, Sevilla y Valencia. Sin embargo, mantuvo las comunidades autónomas que gobernaba excepto Navarra, donde el PP y Unión del Pueblo Navarro obtuvieron la mayoría.

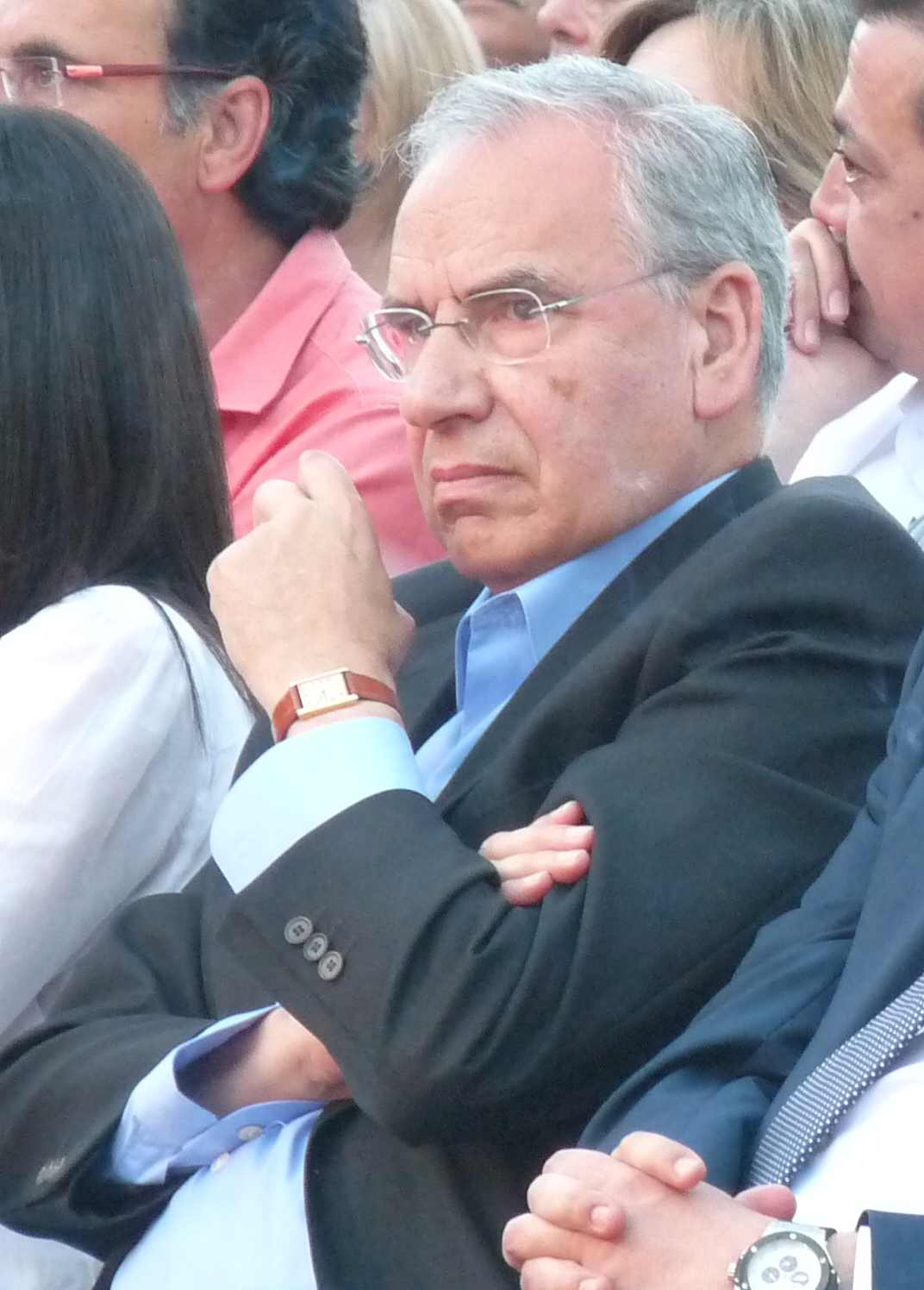
Alfonso Guerra en 2013.

El caso Juan Guerra, destapado en 1989, fue el primer escándalo que minó la confianza en el PSOE y en su gobierno. Se llamó así por el nombre del hermano del vicepresidente del Gobierno, que fue acusado de enriquecimiento ilícito y de tráfico de influencias realizadas desde el despacho que ocupaba en la Delegación del Gobierno en Sevilla sin ostentar cargo alguno, por su condición de «asistente» de su hermano. Alfonso Guerra restó importancia al asunto y, desafiante, se negó a dimitir. La dirección del PSOE le apoyó y el grupo parlamentario socialista se opuso a la petición de la oposición para que se constituyera en el Congreso una comisión de investigación sobre el caso. La consecuencia de esta negativa fue el enrarecimiento de las relaciones entre el PSOE, por una parte, y el PP e Izquierda Unida, por otra, que se tradujo en el «enconamiento de la vida parlamentaria». Finalmente, Felipe González optó por destituir a Alfonso Guerra en enero de 1991. Por su parte, Juan Guerra fue condenado en 1995 a dos años de cárcel, 50 millones de pesetas de multa y seis años y medio de inhabilitación para ejercer cargos públicos.
La salida del Gobierno de Alfonso Guerra ahondó la división interna del PSOE, que se había manifestado en el XXXII Congreso celebrado en noviembre de 1990, y durante el cual se enfrentaron el sector «guerrista», fiel al todavía vicepresidente y crítico con el Gobierno, y el sector «renovador», afín al presidente González. Se desató entonces una sorda lucha, que se agudizó con el estallido en mayo de 1991 de un nuevo escándalo de corrupción desvelado por el diario El Mundo, el «caso Filesa» que esta vez involucraba a todo el partido.
Filesa era el nombre de una de las tres empresas fantasma creadas para financiar ilegalmente al PSOE mediante el cobro de informes inexistentes a industriales y banqueros entre 1989 y 1991, a cambio de la adjudicación de contratos públicos, y por los que las empresas de la trama no pagaron los correspondiente impuestos. En marzo de 1993, un informe de los peritos del Ministerio de Hacienda estableció que Filesa había recibido más de 1000 millones de pesetas por este medio. El presidente Felipe González se desentendió del asunto afirmando que «se había enterado por la prensa». El juez Marino Barbero imputó a 39 personas, ocho de las cuales serían condenadas en 1997 por el Tribunal Supremo a penas comprendidas entre once años de cárcel y seis meses de arresto, sentencia que sería ratificada por el Tribunal Constitucional cuatro años después y en la que solo se castigó el delito fiscal, por no existir entonces el delito de financiación ilegal de los partidos políticos.
Un tercer caso de corrupción que salpicó al PSOE fue el llamado «caso Ibercorp», también destapado por el diario El Mundo en febrero de 1992. El gobernador del Banco de España, Mariano Rubio, fue acusado y encarcelado por mantener una cuenta con dinero negro en Ibercorp, la entidad financiera de su amigo Manuel de la Concha, ex síndico de la Bolsa de Madrid, también procesado. El exministro de Economía y Hacienda, Carlos Solchaga, que había nombrado a Rubio tuvo que dimitir como diputado. Este escándalo mostró las conexiones entre el gobierno socialista y la llamada beautiful people (gente guapa), anglicismo con el que se designaba a los hombres de negocios y «nuevos ricos» que habían surgido en la era socialista.
Como ha señalado David Ruiz, esta acumulación de escándalos de corrupción dio lugar «a una casi generalizada decepción política de la ciudadanía. No solo se incrementó de modo considerable la hostilidad de la oposición en el parlamento al grupo socialista, sino que se convertirá casi en clamor popular la recuperación de la ética pública». El PSOE quedó tan cuestionado que careció de credibilidad cuando presentó la denuncia de un caso de corrupción que afectaba al Partido Popular, el llamado «caso Naseiro», por el nombre del tesorero del PP Rosendo Naseiro. Finalmente, el caso fue sobreseído por el Tribunal Supremo al anular como prueba las grabaciones de conversaciones telefónicas en que se basaba la acusación.

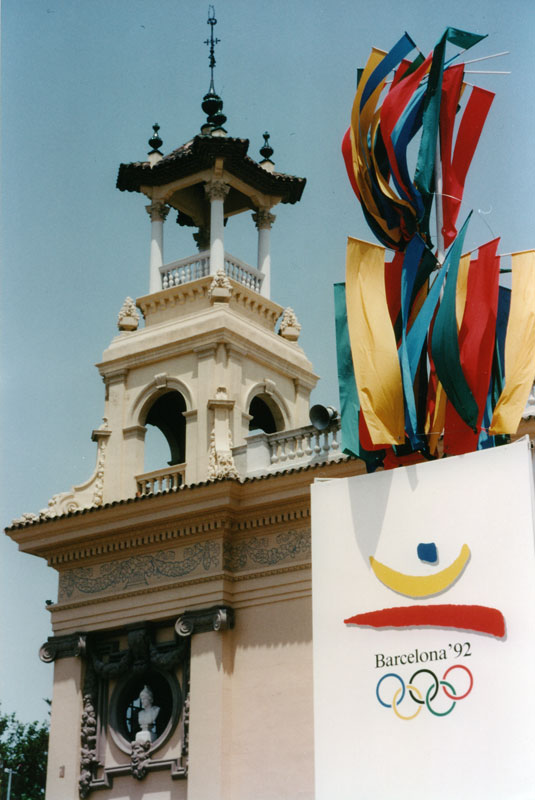
Fotografía con el logo de los Juegos Olímpicos de Barcelona 1992.

En medio de este clima político se celebraron los dos grandes eventos previstos para 1992, y que colocaron a España en las primeras páginas de los medios de comunicación de todo el mundo —fue «el gran año de España en el mundo», según David Ruiz—. Los Juegos Olímpicos de Barcelona 1992, los primeros de la «posguerra fría», por lo que participaron 171 países, la cifra más elevada de las registradas hasta entonces, fueron un completo éxito —también para los atletas españoles, que obtuvieron 32 medallas, cuando en los anteriores Juegos Olímpicos de Seúl solo habían conseguido 4—. Por su parte, en la Exposición Universal de Sevilla (1992) estuvieron representados 112 países y 23 organismos internacionales, y fue visitada por 18 millones de personas, muchas de ellas llegadas a la capital andaluza en el AVE Madrid-Sevilla. Los dos eventos brindaron «la oportunidad de presentar a España en el V Centenario del Descubrimiento de América como un país moderno, definitivamente alejado del estereotipo romántico (de charanga, pandereta, bandoleros y toreros)».
La nueva imagen de España se vio acompañada del reforzamiento de su papel internacional, como lo pusieron de manifiesto el nacimiento de las Cumbres Iberoamericanas —la primera celebrada en 1991 en Guadalajara (México)—, la celebración en Madrid de la Conferencia de Paz sobre Oriente Próximo y la activa participación de España en la construcción europea, como el Acuerdo de Schengen en mayo de 1991 y, sobre todo, el Tratado de Maastricht que transformó la Comunidad Europea en la nueva Unión Europea. Asimismo, se dio cumplimiento a lo acordado en el referéndum sobre la permanencia de España en la OTAN y las bases estadounidenses de Zaragoza y Torrejón de Ardoz fueron desmanteladas, permaneciendo las de Rota y Morón de la Frontera, y el Gobierno español envió tres unidades de la Armada para que sirvieran de apoyo a las operaciones militares aliadas lideradas por los Estados Unidos durante la primera guerra del Golfo de 1990-1991.

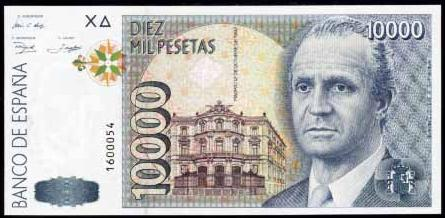
Billete de 10 000 pesetas con la efigie del rey Juan Carlos I, emitido en 1992

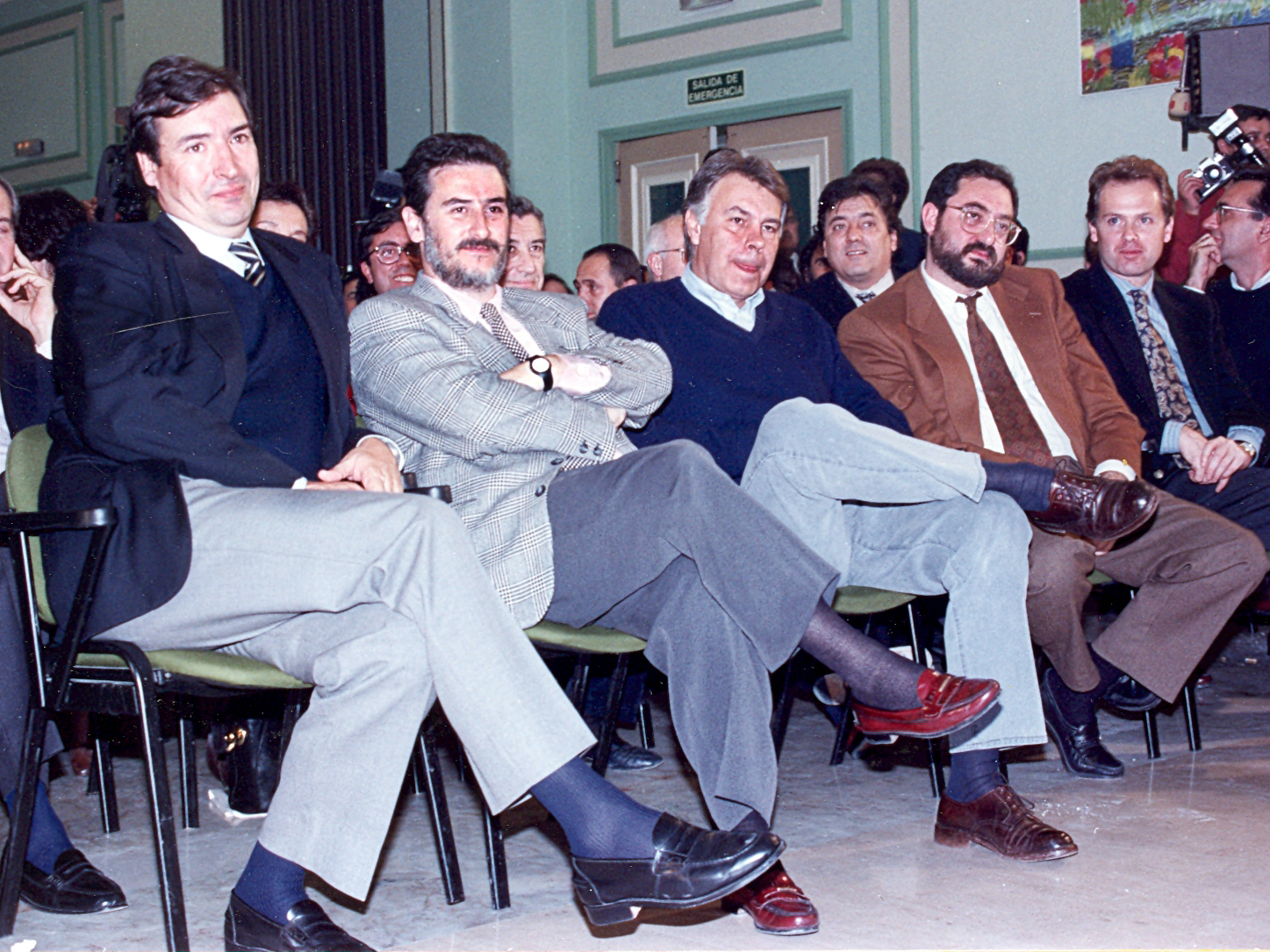
El presidente Felipe González (en el centro) en unas jornadas celebradas en Palencia en noviembre de 1992, a las que también asiste el presidente del Senado, Juan José Laborda (primero por la izquierda).

Los dos grandes eventos de 1992 ocultaron que se había iniciado una fuerte recesión económica, que se tradujo en un aumento brutal del desempleo que llegaría a alcanzar una cifra sin precedentes, 3,5 millones de personas, lo que suponía el 24 % de la población activa. Los dirigentes socialistas reconocieron que el año 1992, que iba a ser el de la proyección al mundo de la modernidad de España, fue «catastrófico». En mayo de 1992 ya tuvo lugar una huelga general convocada por UGT y Comisiones Obreras como protesta por el «decretazo» del Gobierno, que recortaba las prestaciones por desempleo. Sin embargo, en 1992 el Gobierno obtuvo un resonante éxito en la política antiterrorista gracias a la colaboración francesa: los tres máximos dirigentes de ETA eran detenidos en la localidad de Bidart, cerca de la frontera española.
La ruptura de la unidad del partido se volvió a poner en evidencia durante la discusión del proyecto de ley de huelga presentado por el Gobierno, que fue criticado por el grupo parlamentario socialista, en el que los «guerristas» tenían la mayoría. La disputa se zanjó con el adelanto de las elecciones a junio de 1993.

### La «legislatura de la crispación» (1993-1996)

Resultado de las elecciones generales de España de 1993 por provincias.

Sorprendentemente, en las elecciones de junio de 1993 el PSOE volvió a ganar y el Partido Popular de José María Aznar, que estaba convencido de su victoria, fue derrotado. El PSOE obtuvo 159 escaños, por 141 del PP, mientras que Izquierda Unida, liderada por Julio Anguita, consiguió 18 diputados. Según Santos Julià, la clave del inesperado triunfo del PSOE «se debió en muy destacada medida al liderazgo de Felipe González, que aseguró a sus electores haber entendido el "mensaje" y se hizo acompañar, como número dos en la candidatura de Madrid, de Baltasar Garzón, el juez que más se había significado por sus investigaciones sobre la guerra sucia contra ETA y el dinero negro del narcotráfico». Sin embargo, los socialistas no renovaron la mayoría absoluta que tenían desde 1982 —se quedaron a 17 escaños—, por lo que para poder gobernar, Felipe González tuvo que llegar a un acuerdo parlamentario con los nacionalistas catalanes y vascos —descartando el pacto con Izquierda Unida, como habían insinuado algunos miembros del sector «guerrista»—.
La tarea más urgente del cuarto Gobierno de González fue afrontar la crisis económica. El ministro de Economía y Hacienda Pedro Solbes presentó a finales de 1993 un paquete de Medidas Urgentes para el Fomento del Empleo, entre las que se volvían a incluir los contratos a tiempo parcial y en prácticas del anterior Plan de Empleo Juvenil, además de la legalización de las agencias de trabajo temporal. La oposición a los llamados por los sindicatos «contratos basura» culminó con la convocatoria por UGT y CC. OO. de una huelga general para el 27 de enero de 1994, que obtuvo un gran éxito, constituyendo según David Ruiz «la última huelga general obrera del siglo». Por el contrario, el Gobierno socialista sí alcanzó el consenso con el resto de las fuerzas políticas y con los sindicatos en el tema de las pensiones, fruto del cual fue el acuerdo llamado Pacto de Toledo en abril de 1995.
Otro campo importante de la actuación del Gobierno fue la política exterior, en la que destacó la participación española en la intervención de la OTAN en la guerra de Yugoslavia —dos cazas F-18 españoles, junto con otros del resto de países de la OTAN, bombardearon las posiciones serbias en Bosnia—. Este renovado compromiso con la OTAN se tradujo en el nombramiento del entonces ministro socialista de Asuntos Exteriores Javier Solana como secretario general de la OTAN.
Sin embargo, el principal problema al que tuvo que hacer frente el gobierno socialista de Felipe González fue la aparición de nuevos escándalos, que se tradujeron en un duro enfrentamiento con la oposición, tanto del Partido Popular como de Izquierda Unida, por lo que el cuarto mandato socialista sería conocido como la «legislatura de la crispación».
A finales de 1993, el Banco de España, respaldado por el Gobierno, intervino el Banco Español de Crédito, y su presidente, Mario Conde, fue destituido del cargo. Un año después, Conde fue procesado por estafa y encarcelado. Otro «tiburón» de las finanzas, Javier de la Rosa, también fue detenido por estafa y malversación de fondos en la empresa Gran Tibidabo, y como representante en España del grupo inversor kuwaití KIO. Fue encarcelado en octubre de 1994, abandonando la prisión en febrero después del pago de una fianza de mil millones de pesetas.
Entre los nuevos escándalos, el más espectacular y el de mayor impacto popular y mediático fue el «caso Roldán». En noviembre de 1993 Luis Roldán, primer director no militar de la Guardia Civil de toda su historia, fue detenido, acusado de haber amasado una fortuna gracias al cobro de comisiones ilegales de los contratistas de obras de la Benemérita y a la apropiación de los fondos reservados del Ministerio del Interior. Cuatro meses después, en abril de 1994, Roldán se dio a la fuga. El antiguo ministro del Interior que nombró a Roldán, José Luis Corcuera, tuvo que dimitir como diputado, así como el ministro del Interior del momento, Antoni Asunción, por haberlo dejado escapar. Roldán fue detenido un año después de su fuga en Laos y devuelto a España, donde fue juzgado y condenado a 28 años de cárcel y al pago de una multa de 1600 millones de pesetas —aunque algunos medios estimaron que su fortuna, depositada en bancos suizos, superaba los 5000 millones—. Otro caso de arribismo dentro del PSOE fue el de Gabriel Urralburu, un excura que llegó a ocupar la presidencia de la Comunidad Foral de Navarra, y que será condenado a once años de prisión por el cobro a las constructoras que obtenían contratos públicos de comisiones que iban a parar a su bolsillo o el de sus amigos y familiares.

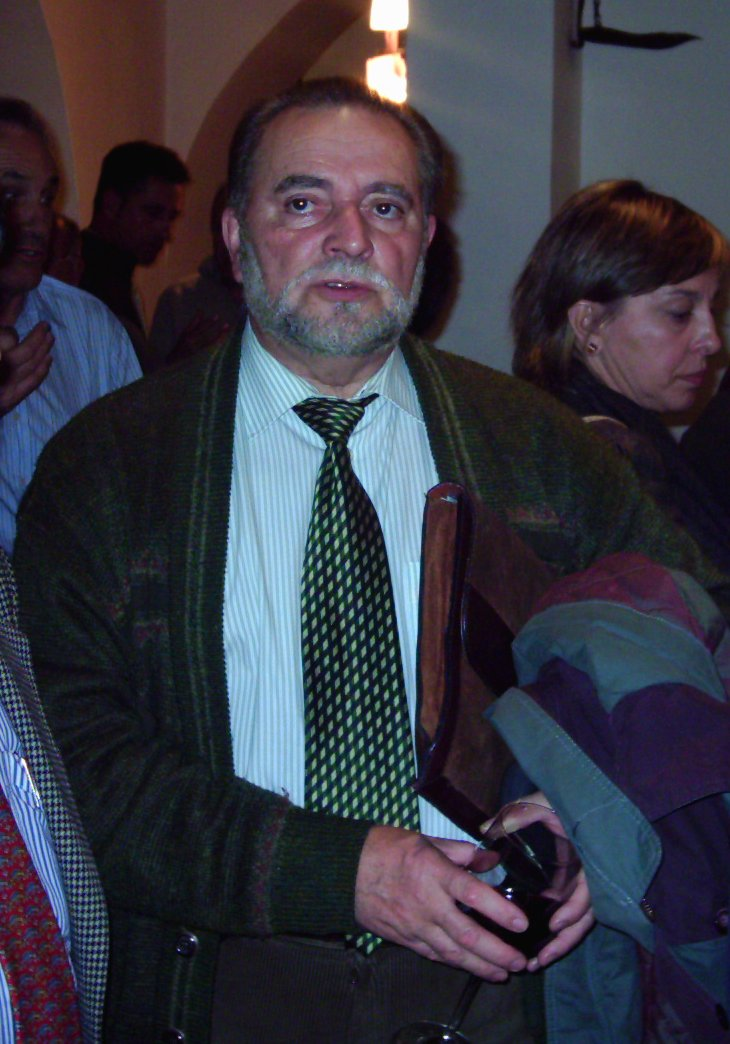
Julio Anguita, coordinador general de Izquierda Unida, en 2004.

Estos escándalos abrieron de nuevo una crisis de confianza en el gobierno socialista, que se tradujo en la exigencia de la dimisión del presidente del Gobierno por parte de José María Aznar, líder del Partido Popular, y de Julio Anguita, coordinador general de Izquierda Unida.
En este contexto se celebraron las elecciones al Parlamento Europeo de junio de 1994, en las que el Partido Popular por primera vez sobrepasó al PSOE en número de votos —obtuvo el 40 % de los sufragios frente al 30 % de los socialistas—, lo que le llevó a exigir la celebración de elecciones generales, pero Felipe González se negó una vez confirmó que seguía teniendo el apoyo de CiU. José María Aznar, a partir de entonces, en cada intervención parlamentaria utilizará la «machacona invectiva» de «Váyase, señor González» jaleada por los diputados del grupo parlamentario popular.

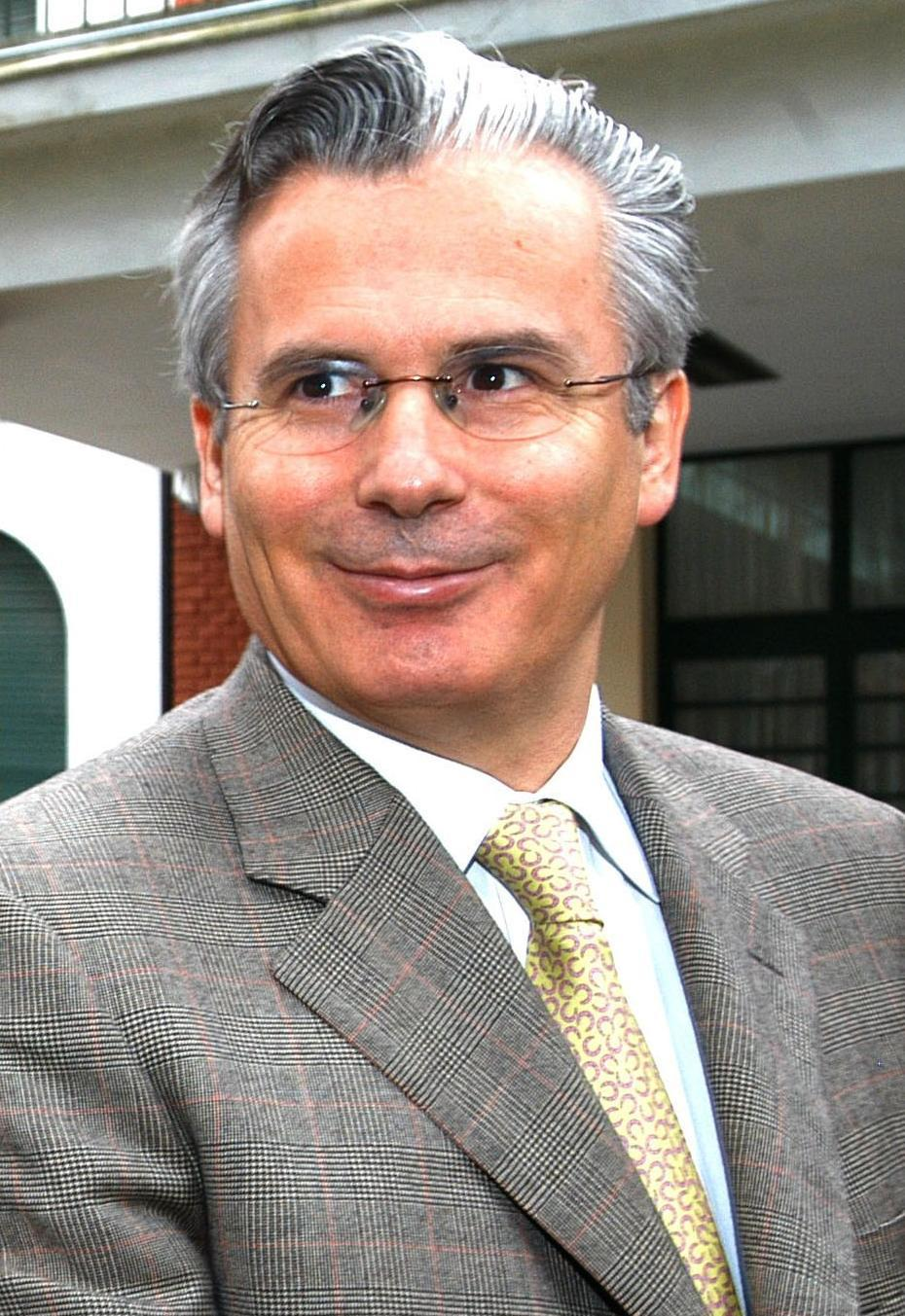
Baltasar Garzón en 2005

Un mes antes de celebrarse las elecciones europeas de junio de 1994, el juez Baltasar Garzón había dejado su escaño de diputado en el Congreso y el cargo de delegado del Gobierno para el Plan Nacional sobre Drogas, al parecer decepcionado por la falta de voluntad política del Felipe González para atajar la corrupción, y había vuelto a su juzgado de la Audiencia Nacional. En seguida reabrió el caso GAL y concedió la libertad provisional a los policías José Amedo y Michel Domínguez que habían sido condenados en 1988 por su participación en varios atentados atribuidos al Grupo Antiterrorista de Liberación, y que estaban dispuestos a contar todo lo que sabían una vez el Gobierno no aprobase su indulto, tal como se les había prometido. Las declaraciones de Amedo y Domínguez condujeron a la detención de varios altos cargos de la administración socialista por su presunta participación en el secuestro y asesinato frustrado del ciudadano francés Segundo Marey, confundido con un miembro de ETA por un comando de los GAL. En diciembre de 1994 fue detenido Julián Sancristóbal, gobernador civil de Vizcaya y director general de la Seguridad del Estado durante el primer gobierno socialista, al que siguieron Rafael Vera, ex secretario de Estado para la Seguridad, y Ricardo García Damborenea, secretario general de los socialistas de Vizcaya cuando Marey fue secuestrado. Como también apareció implicado el exministro del Interior José Barrionuevo, diputado socialista, Garzón tuvo que pasar el caso Marey al Tribunal Supremo, que inmediatamente presentó el suplicatorio a las Cortes para poderlo procesar, que le fue concedido por 159 votos a favor y 122 en contra. En enero de 1996, el magistrado del Supremo Eduardo Moner imputaba a Barrionuevo como presunto jefe de una banda armada dirigida desde el Ministerio del Interior, confirmando la acusación de Garzón de que se había organizado «una trama terrorista vinculada a responsables de Interior» y amparada presumiblemente, aunque no se pudo demostrar, por el presidente del Gobierno Felipe González, señalado por algunos medios como el «señor X» de la trama. Sin embargo, la dirección del PSOE no dejó de mostrar su solidaridad con sus compañeros de partido acusados. Finalmente, Barrionuevo y su sucesor en el Ministerio del Interior, José Luis Corcuera, fueron absueltos en enero de 2002 de la acusación de haberse apropiado de fondos reservados, mientras que Vera y Sancristóbal eran condenados a penas entre siete y seis años de prisión.

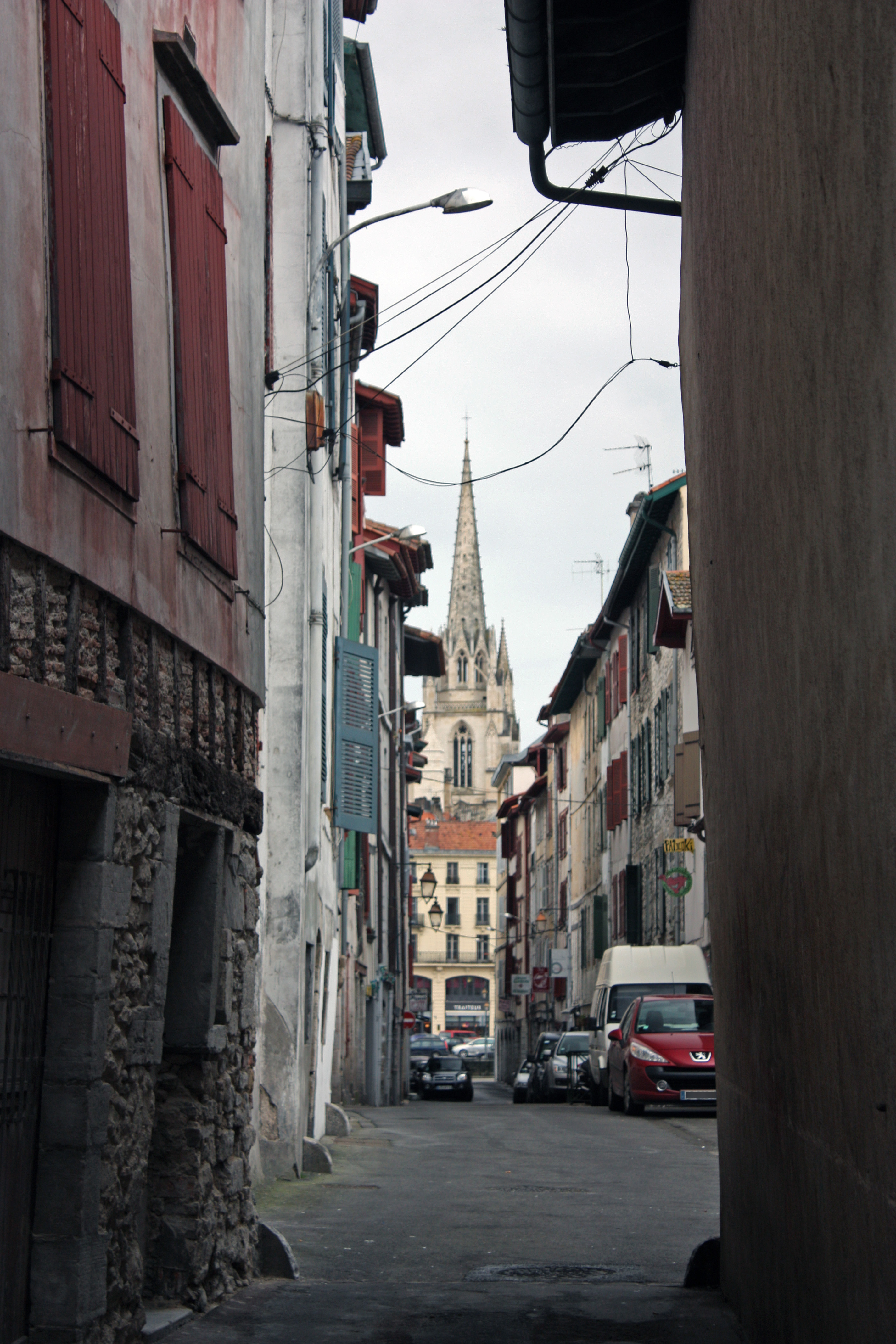
Bayona, ciudad del País Vasco francés donde fueron secuestrados Lasa y Zabala.

En marzo de 1995 se destapó otro gran escándalo relacionado con la «guerra sucia» contra ETA. En esa fecha se produjo la detención por orden del juez de la Audienda Nacional Javier Gómez de Liaño del general de la Guardia Civil Enrique Rodríguez Galindo por su presunta implicación en el «caso Lasa y Zabala», el secuestro y posterior asesinato de José Antonio Lasa y José Ignacio Zabala, presuntos miembros de ETA capturados en Francia por los GAL en 1983 y cuyos cadáveres, enterrados en cal viva, fueron encontrados en Busot (Alicante) dos años después. El juicio se celebró en abril de 2000 y Rodríguez Galindo y otros mandos y guardias civiles del cuartel de Intxaurrondo (Guipúzcoa), junto con el exgobernador de Guipúzcoa Julen Elgorriaga, fueron condenados a penas comprendidas entre los 67 y 71 años de cárcel.
Poco después estallaba otro nuevo escándalo conocido como el de los «papeles del CESID», que mostraría, según David Ruiz, las «cotas insólitas» que llegó a alcanzar «la estrategia de acoso al Gobierno presidido por Felipe González». Se trataba de la sustracción por parte del segundo jefe del servicio secreto, el coronel Juan Alberto Perote, de una serie de documentos que al parecer implicaban a más políticos socialistas en el «caso de los GAL» y que Perote, según informó el diario El País, había entregado a Mario Conde para que chantajeara a las altas instancias del Estado para que neutralizaran las acciones judiciales emprendidas contra él y contra Javier de la Rosa. Una parte de los documentos eran transcripciones de las escuchas telefónicas ilegales, por lo que el vicepresidente del Gobierno Narcís Serra, ministro de Defensa cuando se realizaron las escuchas, y su sucesor en el cargo, Julián García Vargas, se vieron obligados a presentar la dimisión. García Vargas también dimitió por su presunta implicación en unas actuaciones especulativas sobre unos terrenos de Renfe cuando ocupó la presidencia de la empresa ferroviaria antes de ser nombrado ministro de Defensa. En 2001 el Tribunal Supremo confirmó la sentencia de la Audiencia Nacional, que condenó por las escuchas ilegales a siete miembros del CESID, entre los que se encontraban el general Emilio Alonso Manglano y el coronel Perote.
En mayo de 1995 se celebraron las elecciones municipales y autonómicas, en un clima marcado por el atentado perpetrado por ETA el 20 de abril y del que salió milagrosamente ileso el líder de la oposición, José María Aznar, y la detención y entrega en Laos del fugado Luis Roldán. La victoria fue de nuevo para el Partido Popular que aventajó en casi cinco puntos al PSOE —consiguió el 35,2 % de los votos emitidos frente al 30,8 % de los socialistas—. Casi todas las capitales de provincia y las ciudades de más habitantes pasaron a estar gobernadas por el PP.
Ante el cúmulo de escándalos, el líder de CiU y presidente de la Generalidad de Cataluña, Jordi Pujol, retiró el apoyo parlamentario de los diputados de CiU al Gobierno, por lo que este quedó en minoría en las Cortes. El presidente del Gobierno Felipe González no tuvo más remedio que convocar elecciones generales anticipadas.

### Elecciones de 1996

Resultado de las elecciones generales de 1996 por provincias.

En las elecciones generales del 3 de marzo de 1996 el Partido Popular obtuvo 156 escaños en el Congreso de los Diputados, mientras que el PSOE se quedó en 141 diputados. La gran decepción por el resultado electoral se la llevó Izquierda Unida que esperaba acercarse al PSOE, e incluso superarle, y se tuvo que conformar con 21 diputados.
El PP ganó las elecciones, pero no por el amplio margen que se esperaba, pues solamente superó al PSOE en 300 000 votos —9,7 millones frente a 9,4 millones— y se quedó lejos de la mayoría absoluta de 176 escaños. No obstante, el PP logró su objetivo de desalojar a los socialistas del poder, «después de intentarlo con denuedo durante más de una década». Así comenzó la etapa de los gobiernos de José María Aznar.